# Biserica Adormirea Maicii Domnului din Orăștie

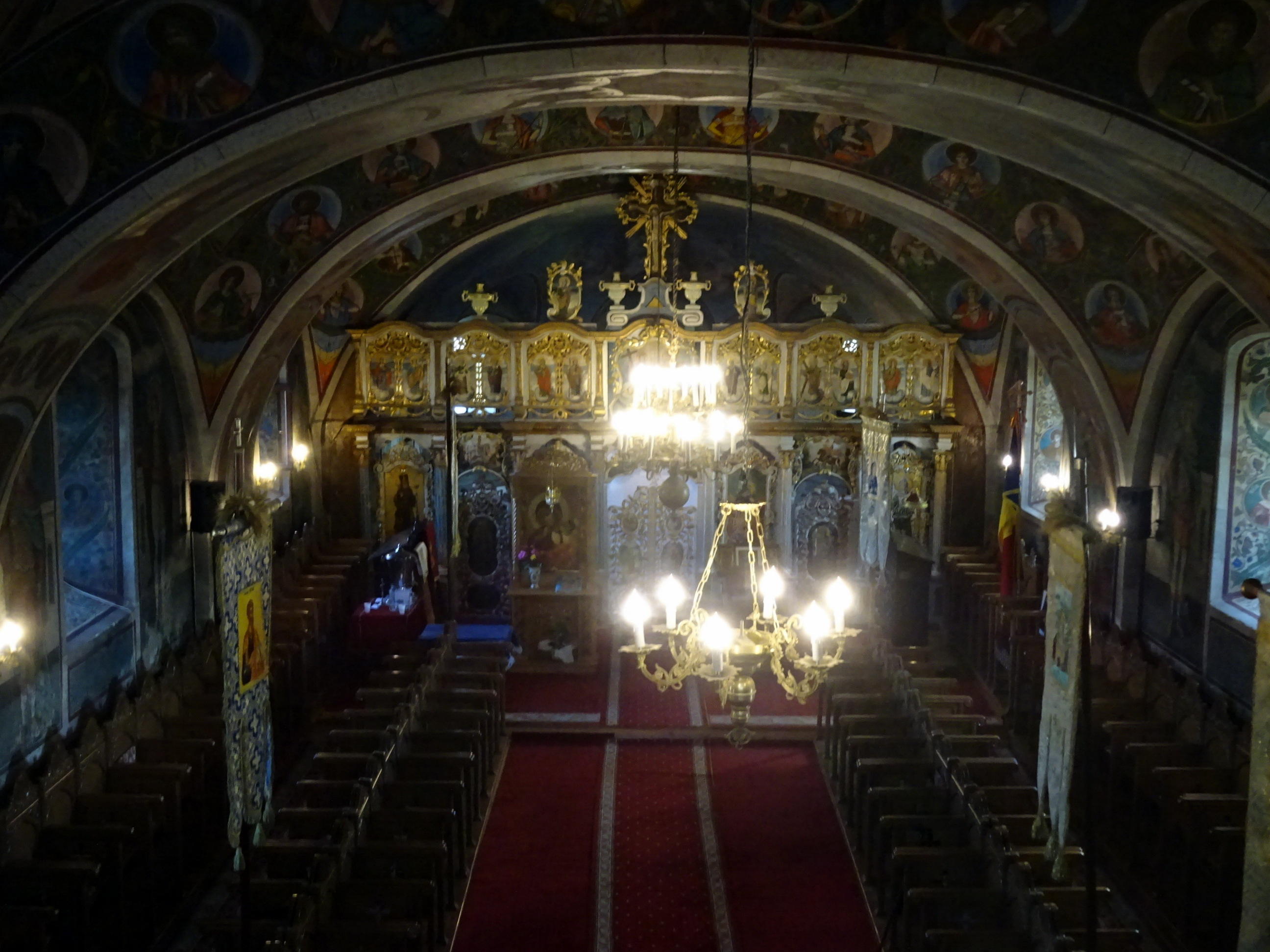
Nava spre iconostas

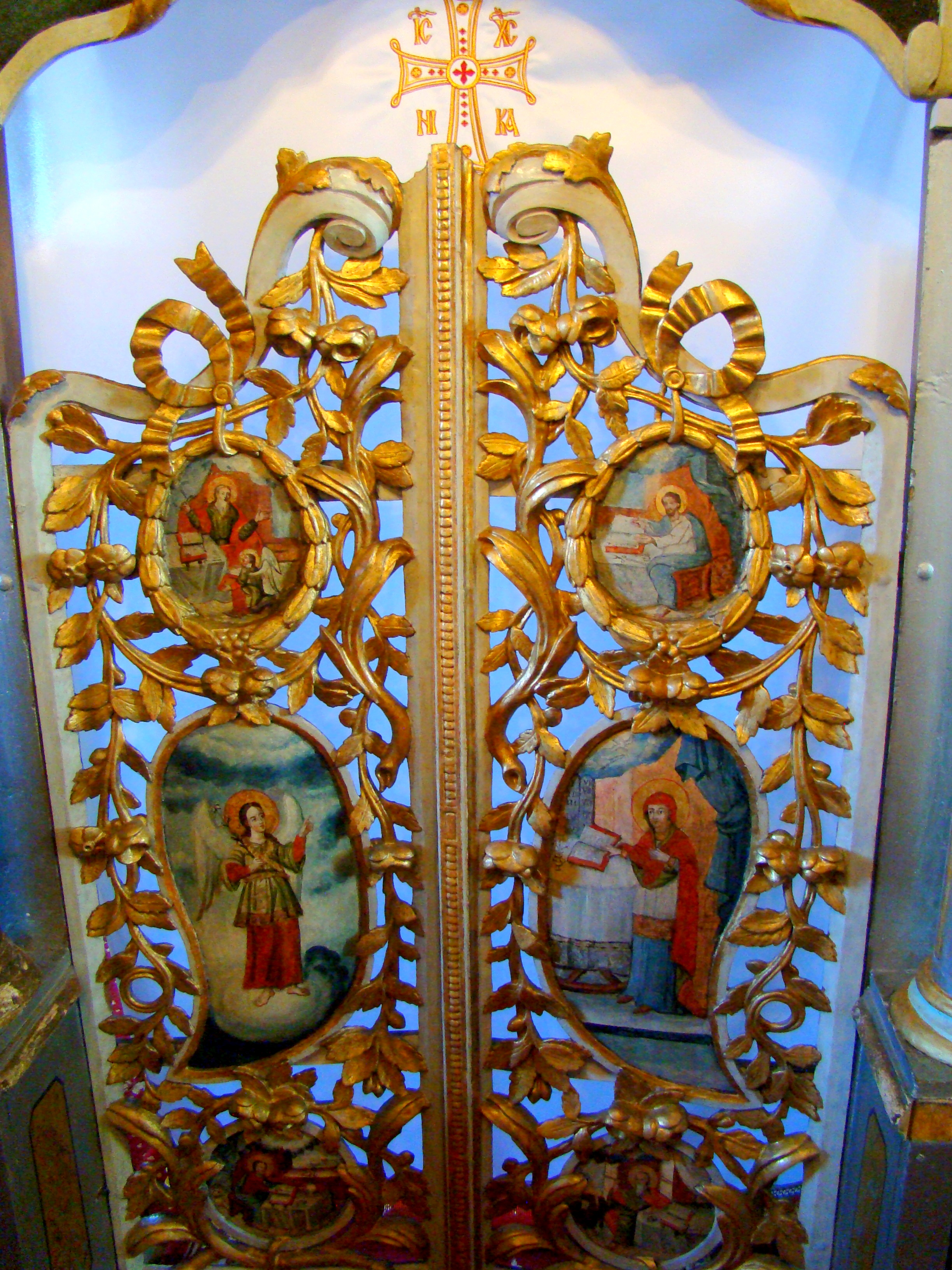
Ușile împărătești: Buna Vestire; Evangheliștii

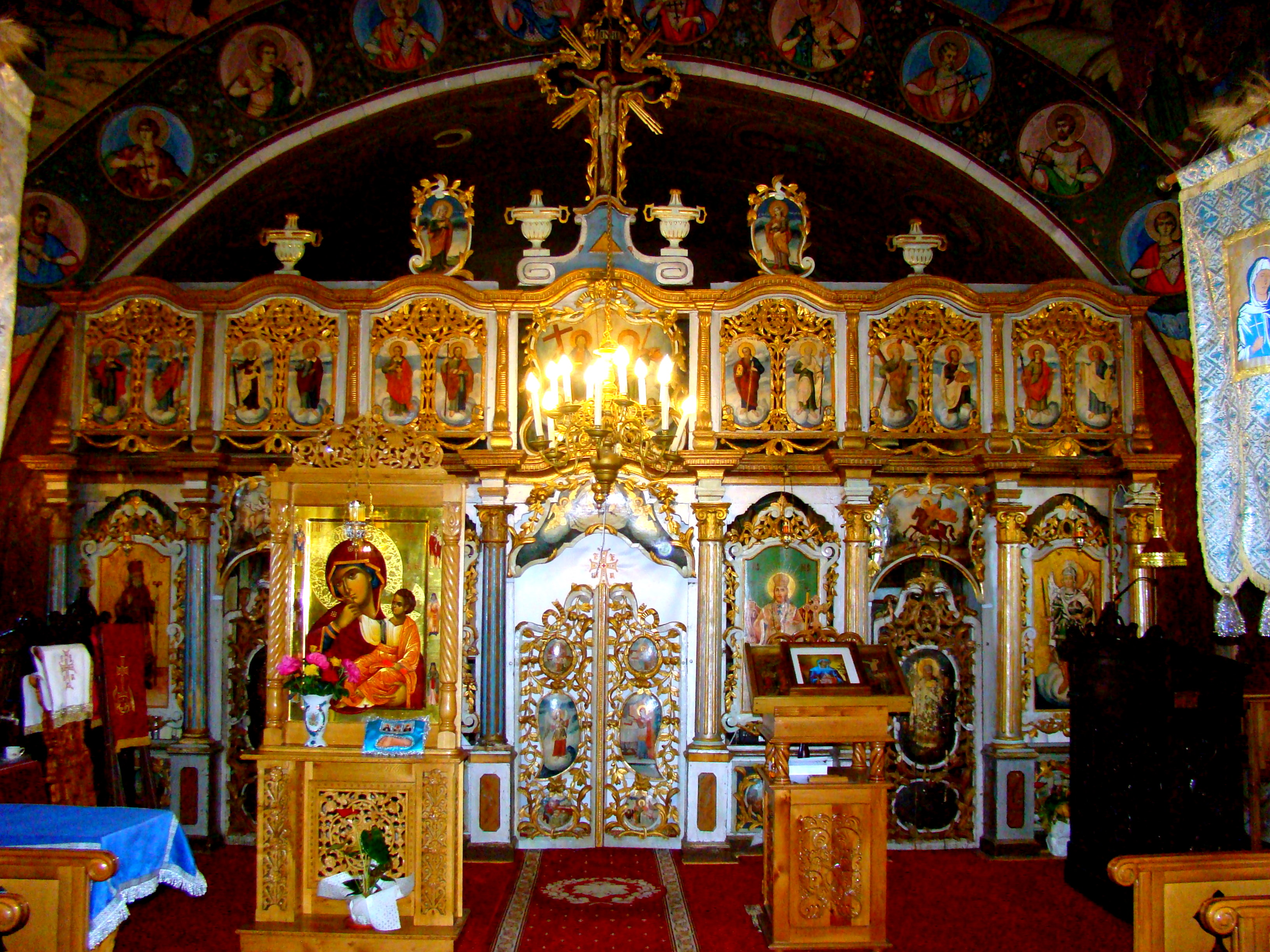
Iconostasul bisericii

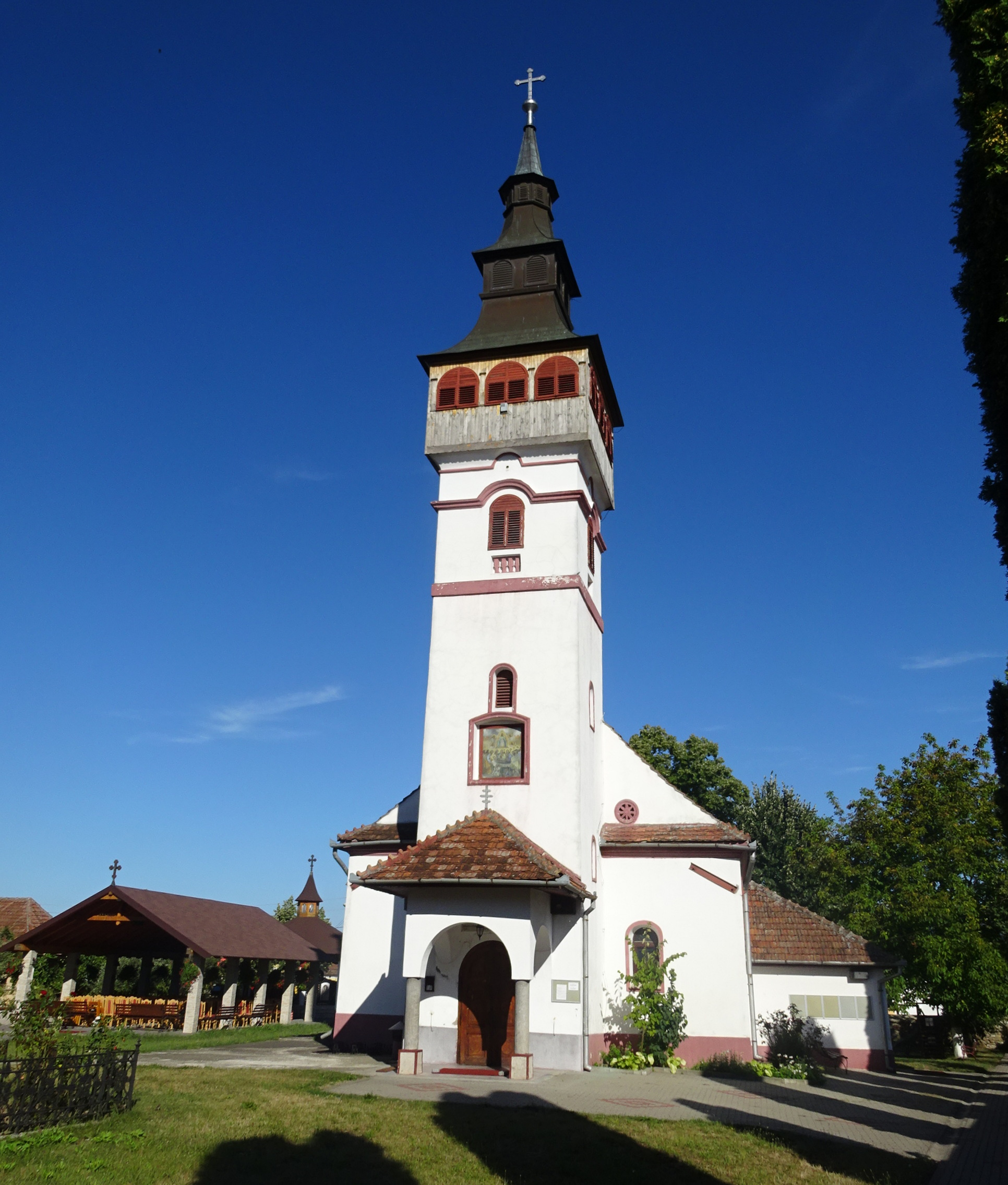
Turnul-clopotniţă, ridicat pe fundaţiile vechi, în anul 1873, de către arhitectul german Richter, are o înălţime de 35 de metri cu deschideri - ferestre arcuite dispuse pe 4 nivele

Biserica Adormirea Maicii Domnului este un monument istoric aflat pe teritoriul municipiului Orăștie. În Repertoriul Arheologic Național, monumentul apare cu codul 87647.08.

## Istoric și trăsături
Municipiul Orăștie este fost centru politico-administrativ al scaunului săsesc omonim, atestat documentar, ca„Waras”, în anul 1224. Localitatea este păstrătoarea a patru lăcașuri de cult ortodoxe; două dintre acestea au fost construite în perioada medievală, figurând, ca atare, pe lista monumentelor istorice românești.
Prima în ordine cronologică este biserica „Adormirea Maicii Domnului”, ridicată în afara zidurilor vechii cetăți medievale, în cartierul „românilor de Jos”. Pereții edificiului înscriu planul dreptunghiular (35×9 m), cu absida pentagonală decroșată. Impunătorul turn-clopotniță, înalt de 35 de metri, este prevăzut cu un foișor închis și cu o fleșă supraetajată, învelită în tablă; la acoperișul propriu-zis s-a folosit țigla. În dreptul celor două intrări, de sud și de vest, au fost adosate pridvoare.
Împodobit iconografic la sfârșitul secolului al XVIII-lea, de meșterul zugrav Ioan Iovan din Orăștie, lăcașul a fost reînfrumusețat în anii 1977-1979, de un colectiv de pictori, condus de Ioan Diaconu din Râmnicu Vâlcea.
Stabilirea cronologiei bisericii comportă unele dificultăți. Astfel, un act din 5 februarie 1765 cuprinde „arătarea adunării și răștanții ce mai iaste [...] pentru întemeierea și ajutoriul sfintei besearici din afară, de prin tărguri, de la creștinii și neguțătorii streini”, însumând „50 de florinți ungurești”. Cu toate acestea, în anul 1574, Sfatul săsesc al Orăștiei, de teama izbucnirii unui incendiu devastator (declanșat de lumânările aprinse), permitea ortodocșilor construirea unui lăcaș de închinare din piatră, pe locul unei ctitorii din bârne. Că la mijlocul secolului al XVIII-lea exista o biserică ortodoxă, anterioară ca ctitorire celui dintâi document citat o dovedește atât convocarea soborului protopopiatului Vaidei „în Rumănii din Jos, în predvoriul biserecii”, la 1 iulie 1750, cât și petiția obștii „neunite”, din anul 1755, în care se preciza că „noi, românii din scaunul Orăștiei, cu două biserici, cerem arhiereu pe legea cea grecească și ne-am iscălit jurații George Mateiu, Pârvul Grecul, eu Stavre Grecul și cu tot orașul împreună”. Așadar, în 1765 nu s-a ridicat o biserică nouă, ci se strângeau doar fonduri pentru repararea unui edificiu existent, ctitorit prin anii 1574-1575.
Lăcașul a fost supus în timp și altor intervenții constructive. La exteriorul absidei este încastrată o lespede funerară cu grafie mixtă, în latină și slavonă, pe care sunt consemnați anii 1701 și 1705, semn că, în secolul al XVIII-lea, biserica a fost extinsă în direcția altarului. Probabil este vorba de același șantier amplu de consolidare din 1780, în cursul căruia edificiului i-a fost adosată o clopotniță scundă; lucrările, coordonate de arhitectul sas Amlacher Mathias, autointitulat „Faber egregius murarius”, fuseseră finanțate de comunitatea ortodoxă aromână din Orăștie.
În august 1801, în urma unui incediu, a fost înlocuită, pe cheltuiala negustorului Kirra Tatartzy, tâmpla bisericii, meșter fiind „Ioană Novakovici pictor”; icoanele împărătești s-au reînnoit în 1879, prin penelul zugravului local Ioan Oprușan. În mai 1820, potrivit însemnării de pe fila unui Minei, „sau râdicat clopotul cel mijlociu în turnul s[fint]ei bisearicii neunite a orașului Orăștie”, renovat, în forma actuală, în anul 1873, după planurile arhitectului sas Richter. Alte reparații s-au executat în 1901, 1906, 1928-1930, 1974-1976, 1980 și 2005.
În pofida vechimii sale, lăcașul este menționat doar de conscripțiile anilor 1761-1762, 1805 și 1829-1831 și de harta iosefină a Transilvaniei (1769-1773).

## Imagini din exterior

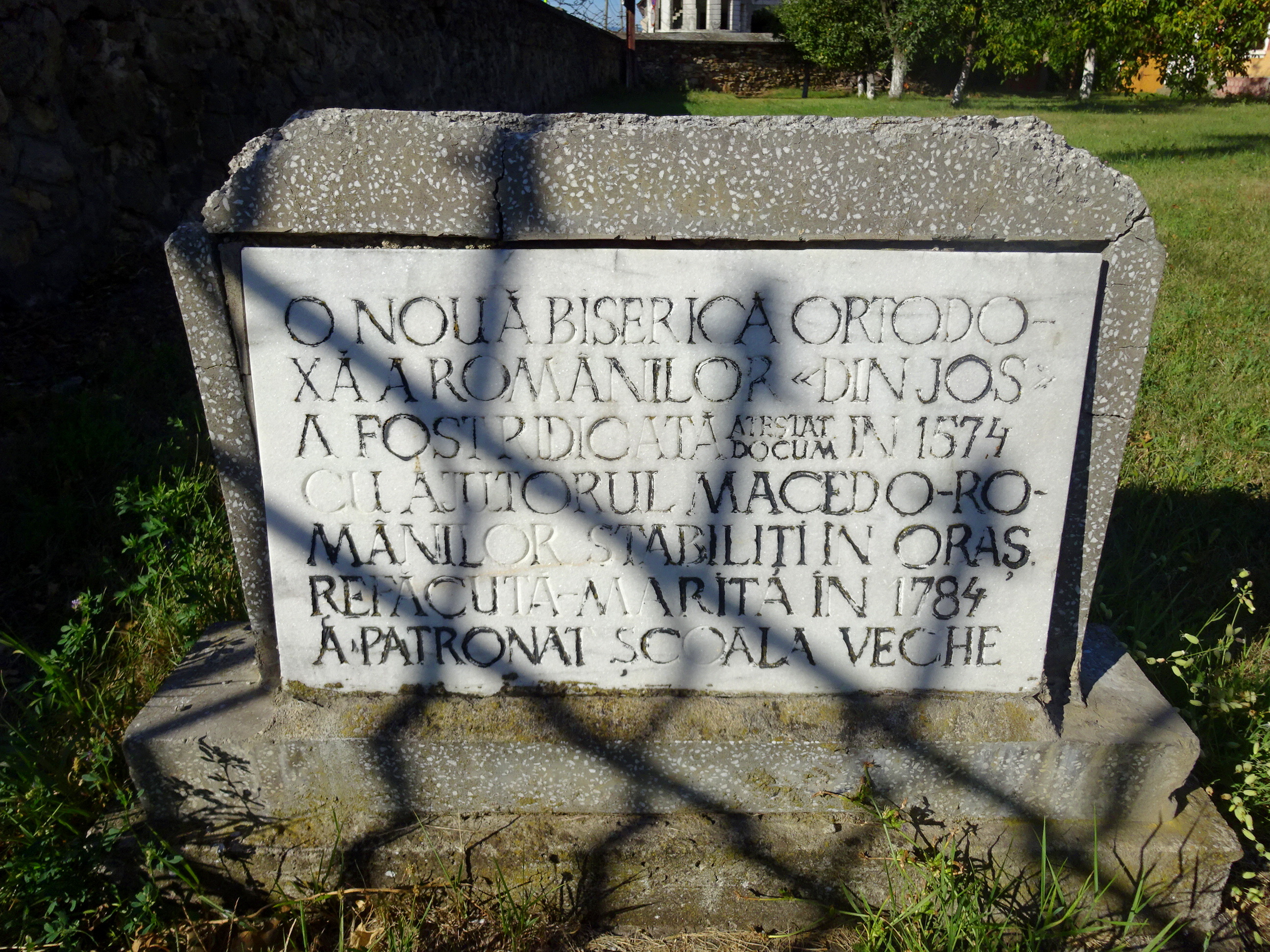
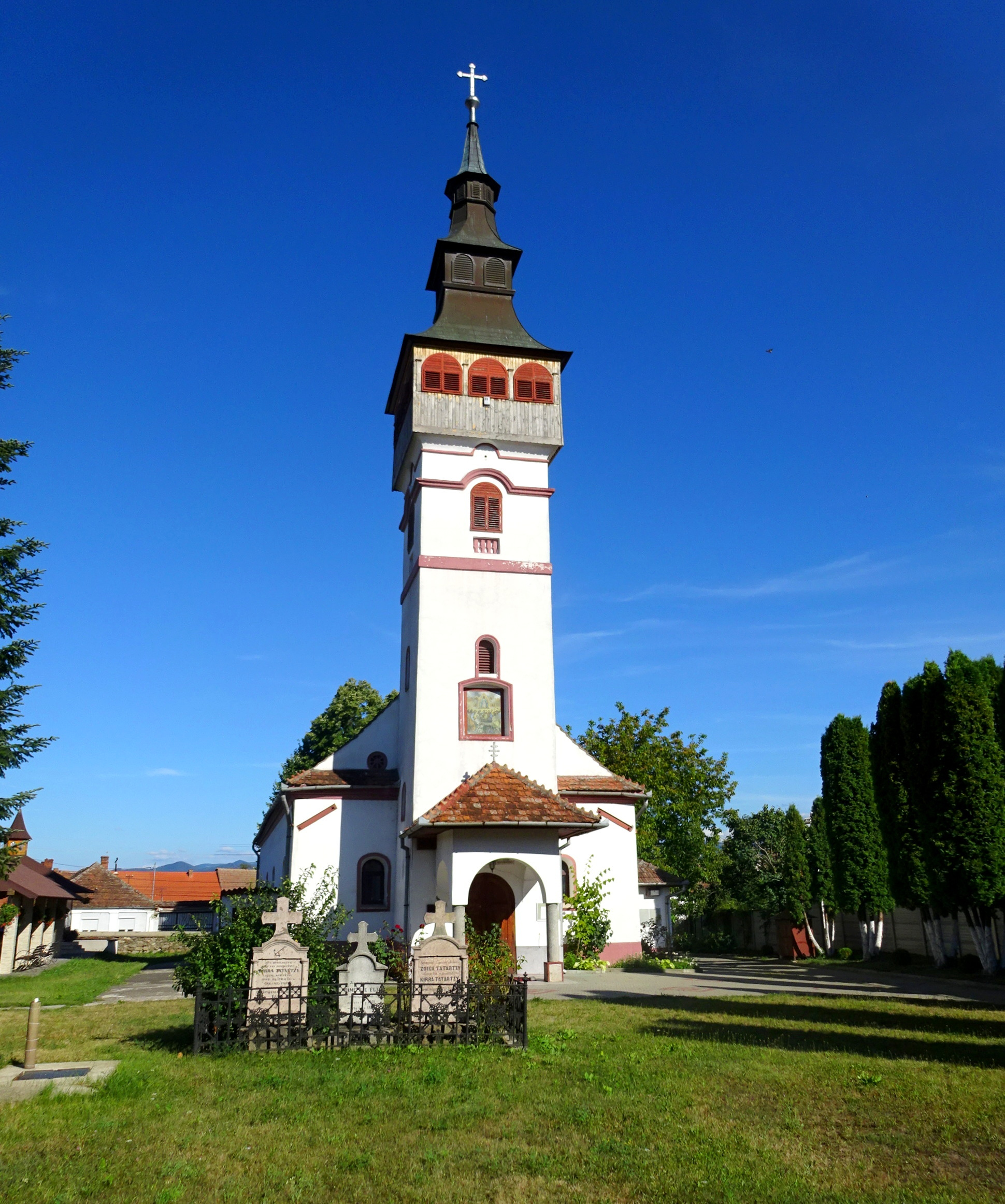
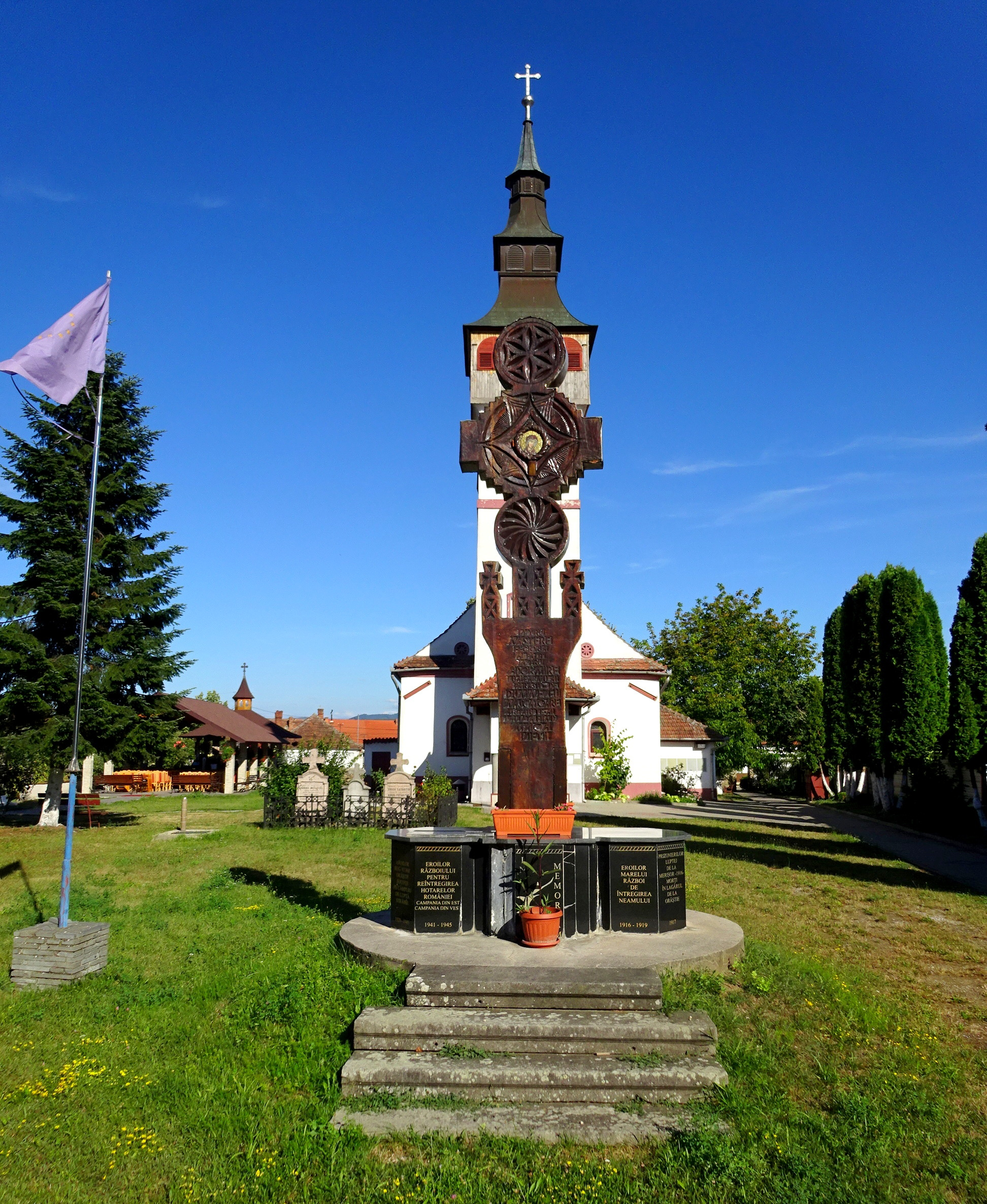
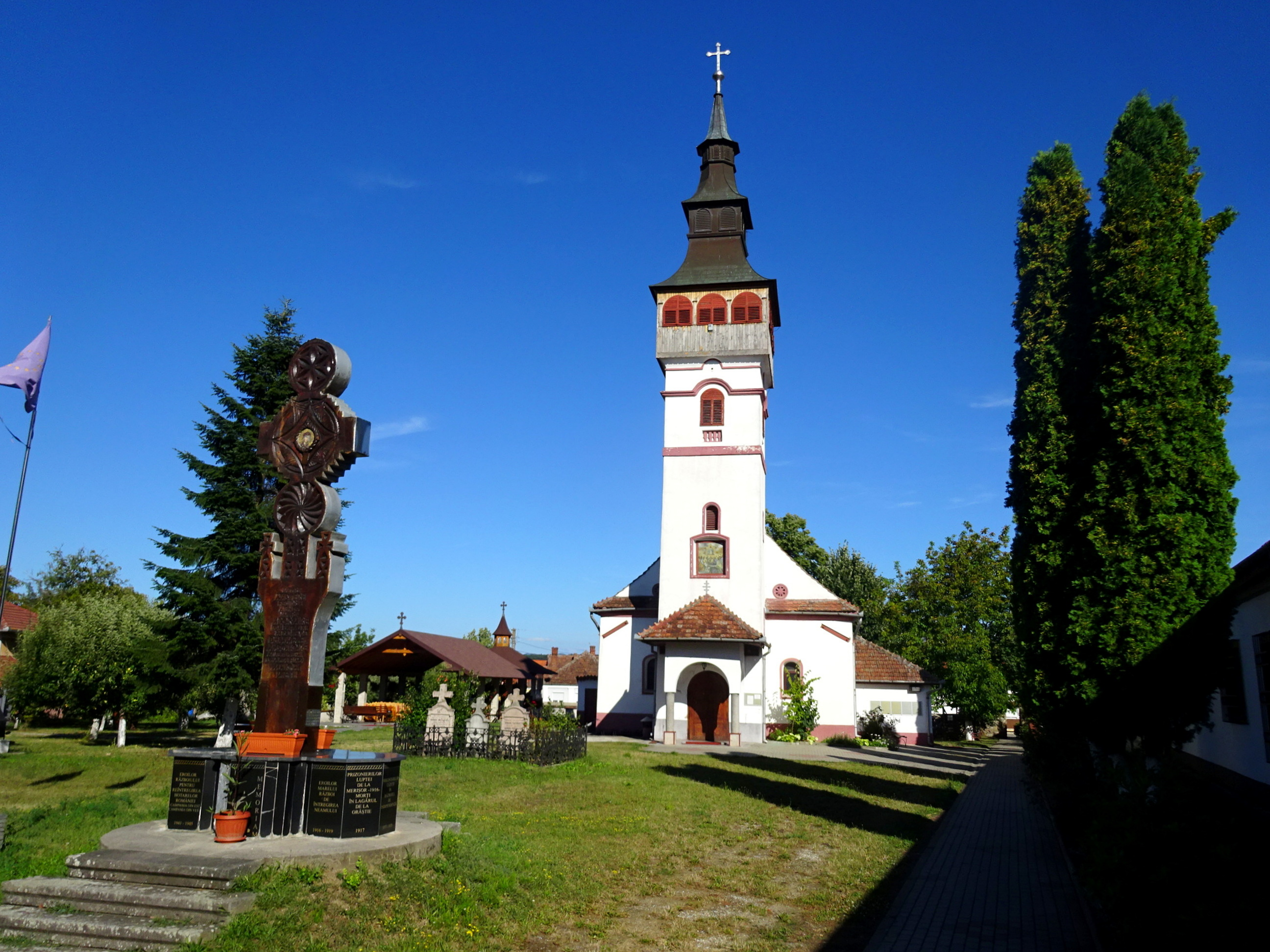
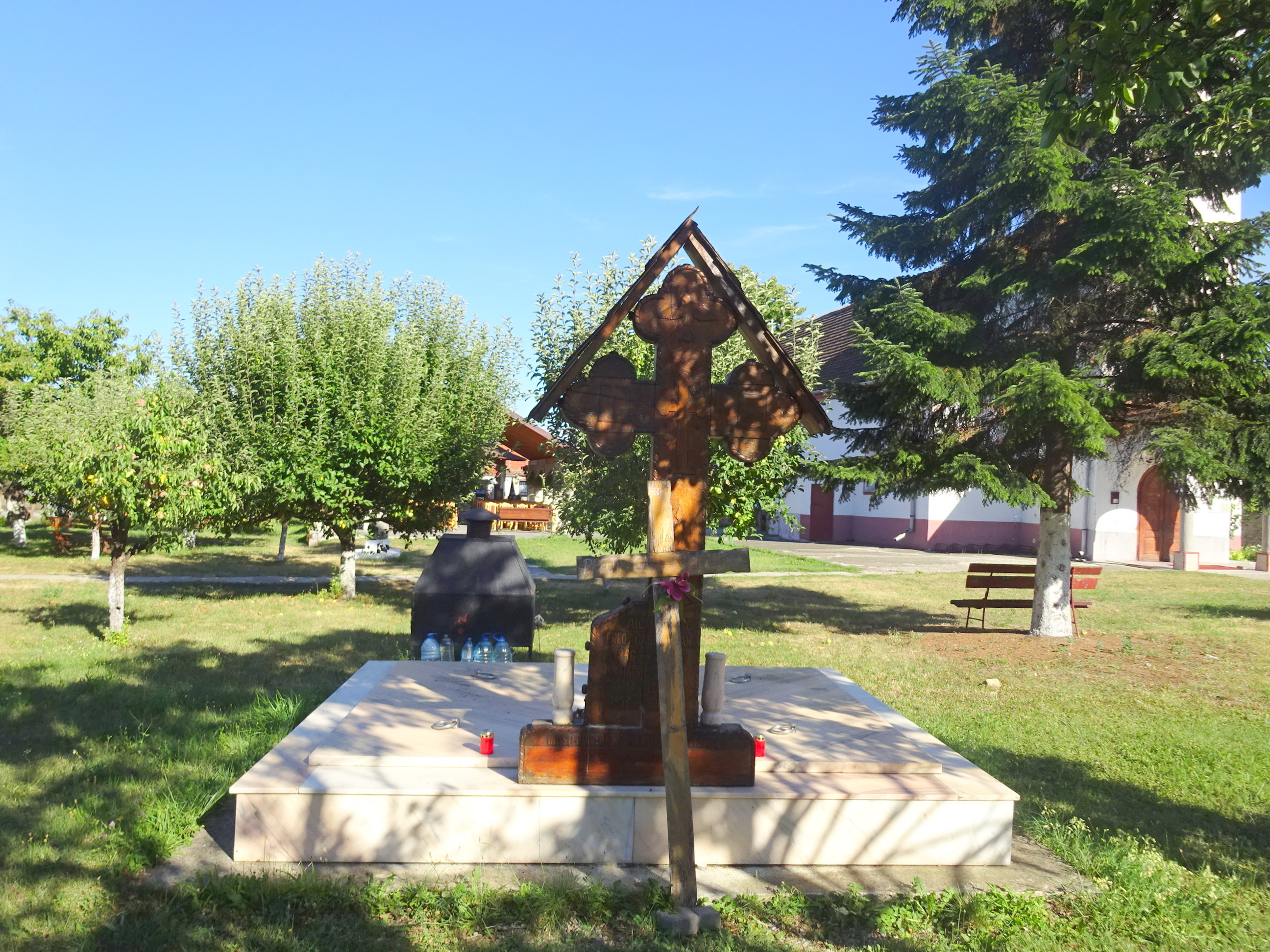
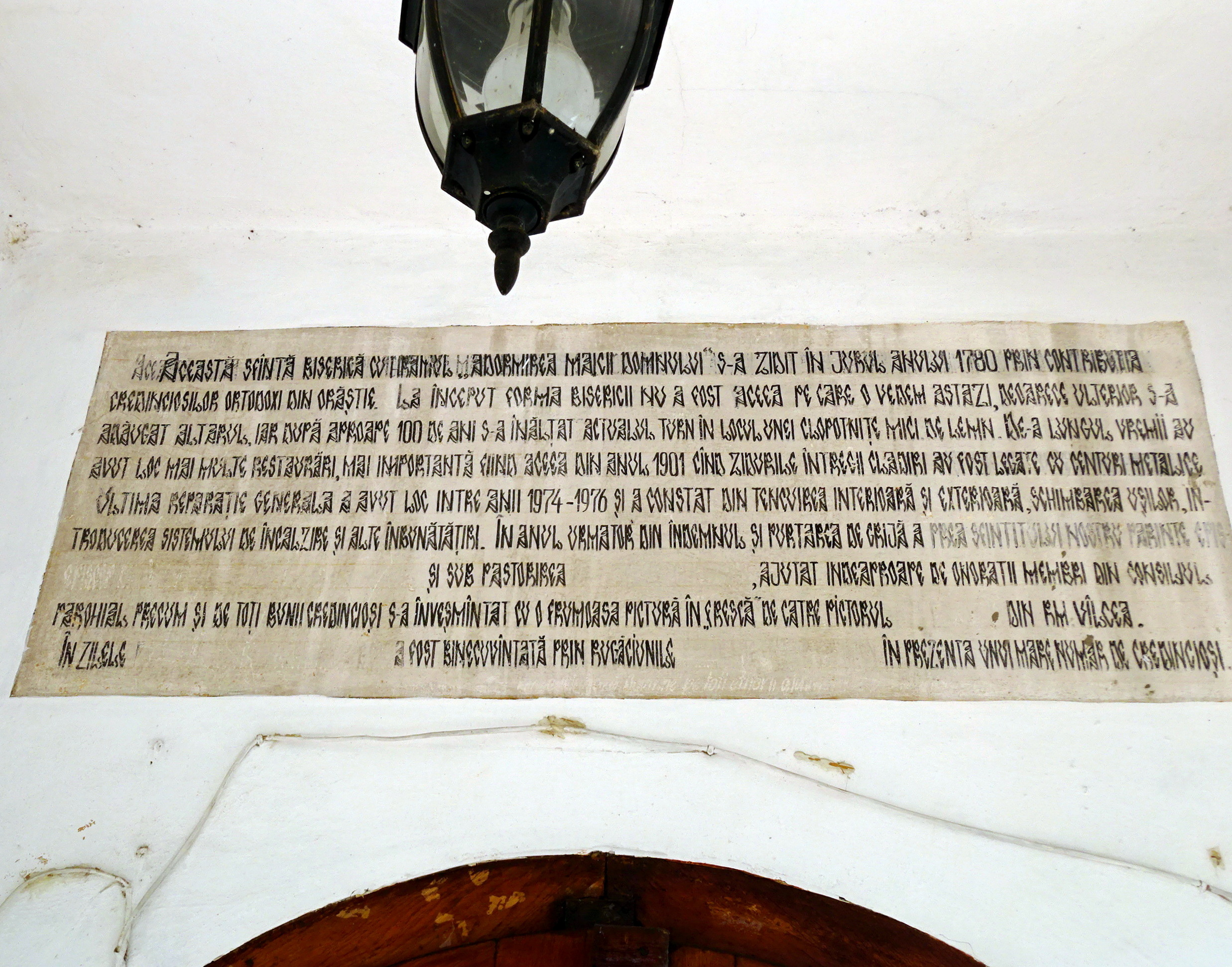
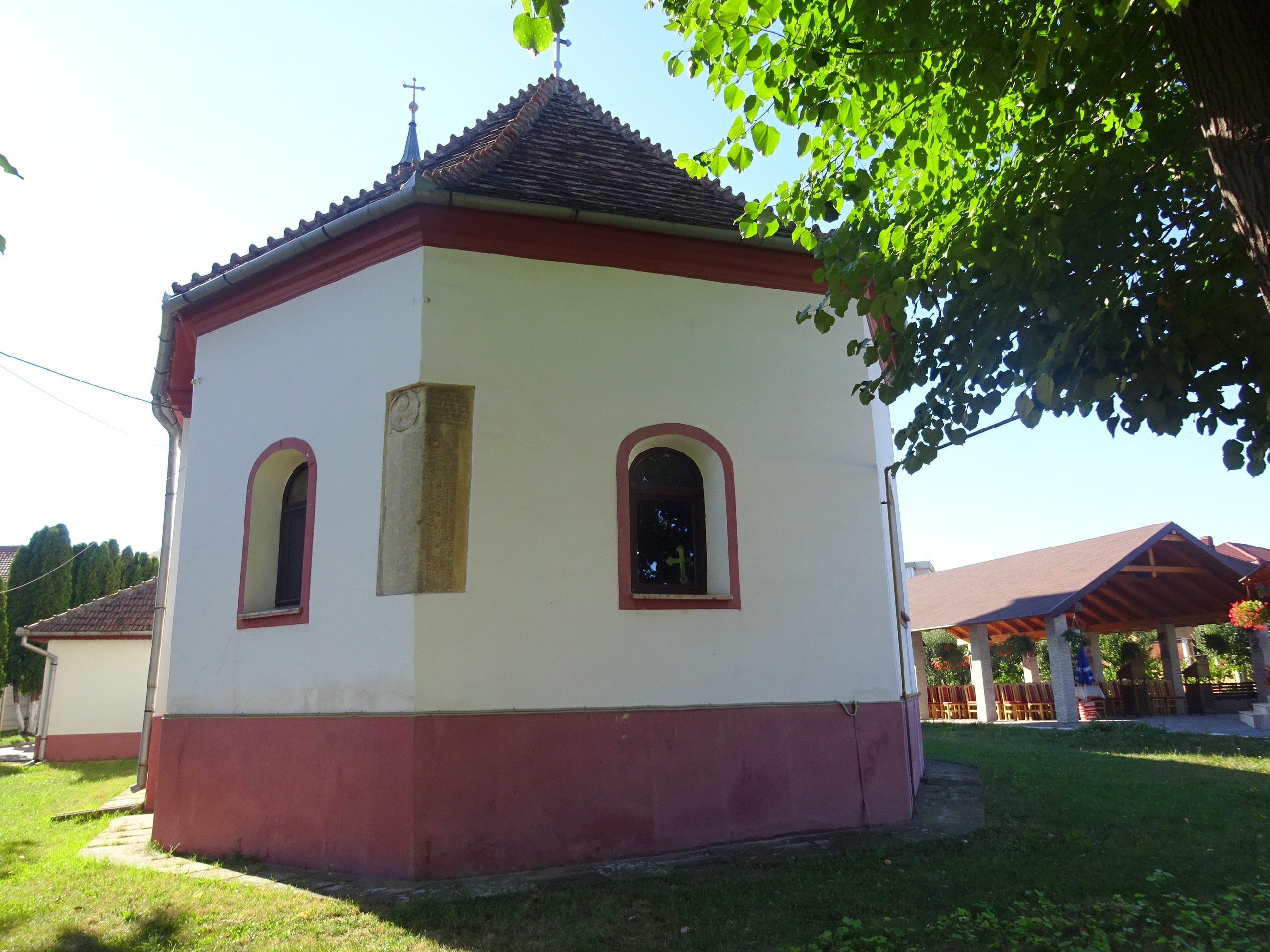
În peretele altarului la exterior a fost încastrată o plăcă de piatră, se pare o piatră de mormânt, cu două inscripţii: în limba slavonă (indescifrabilă), respectiv în latină
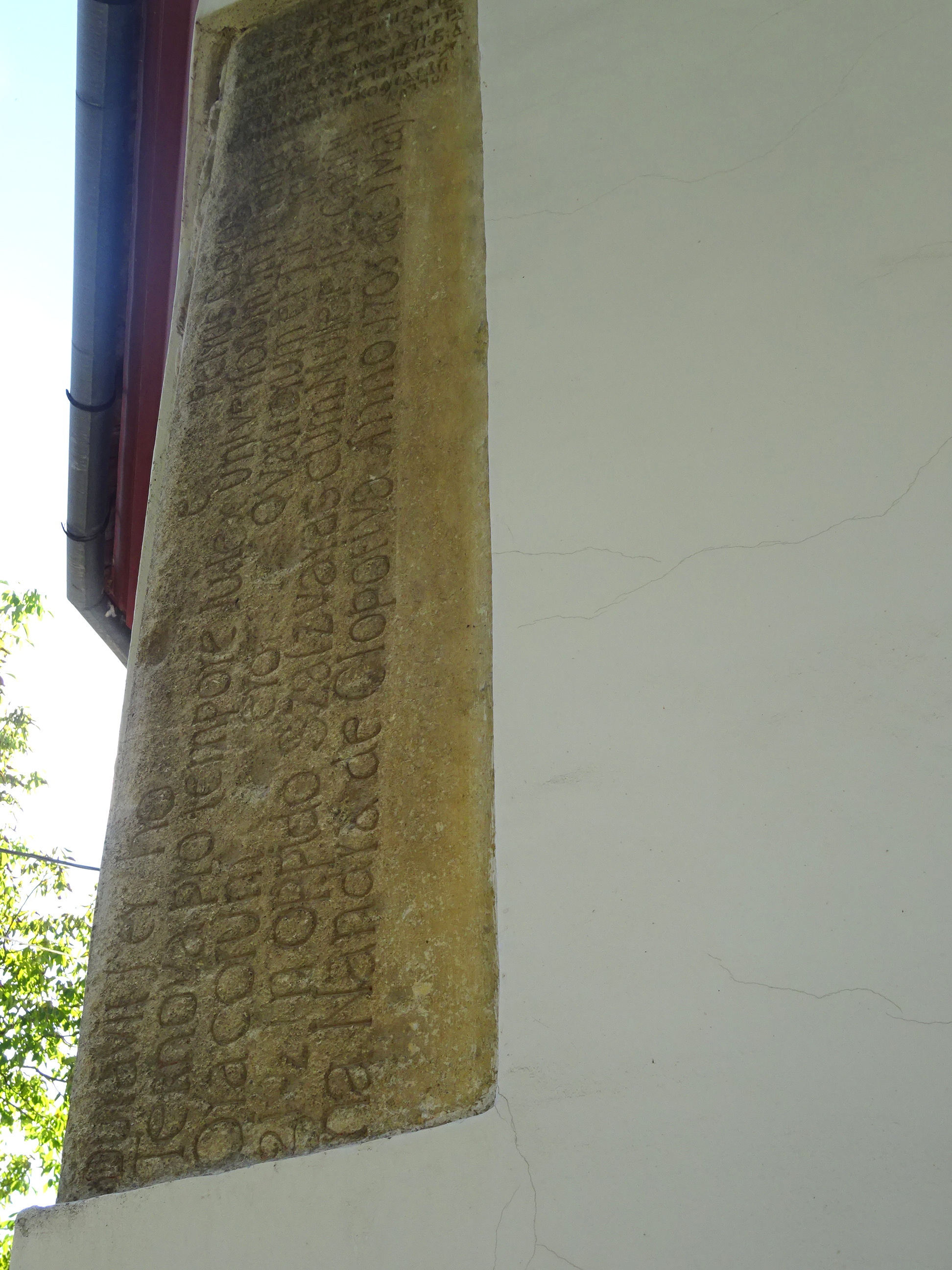
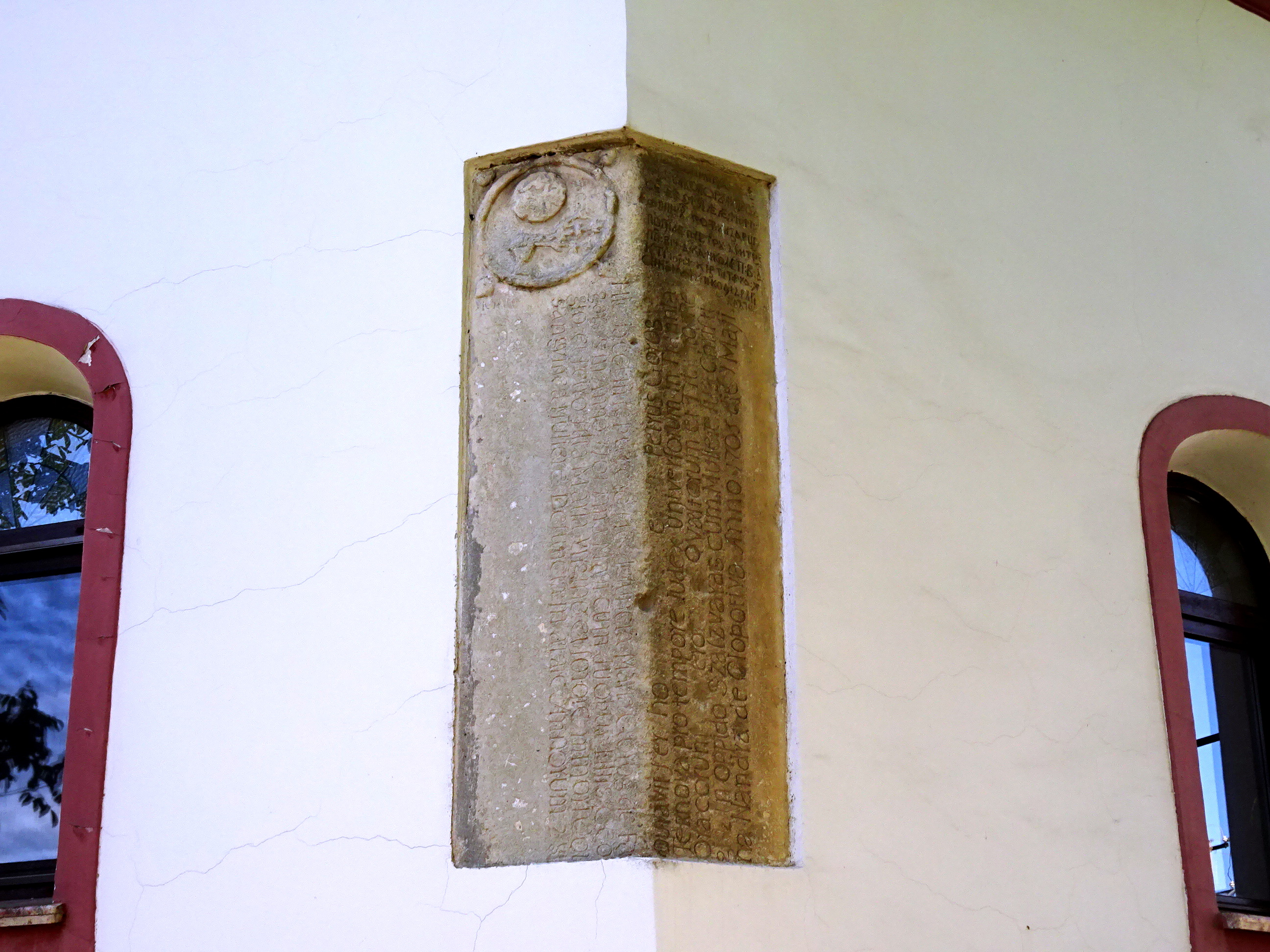
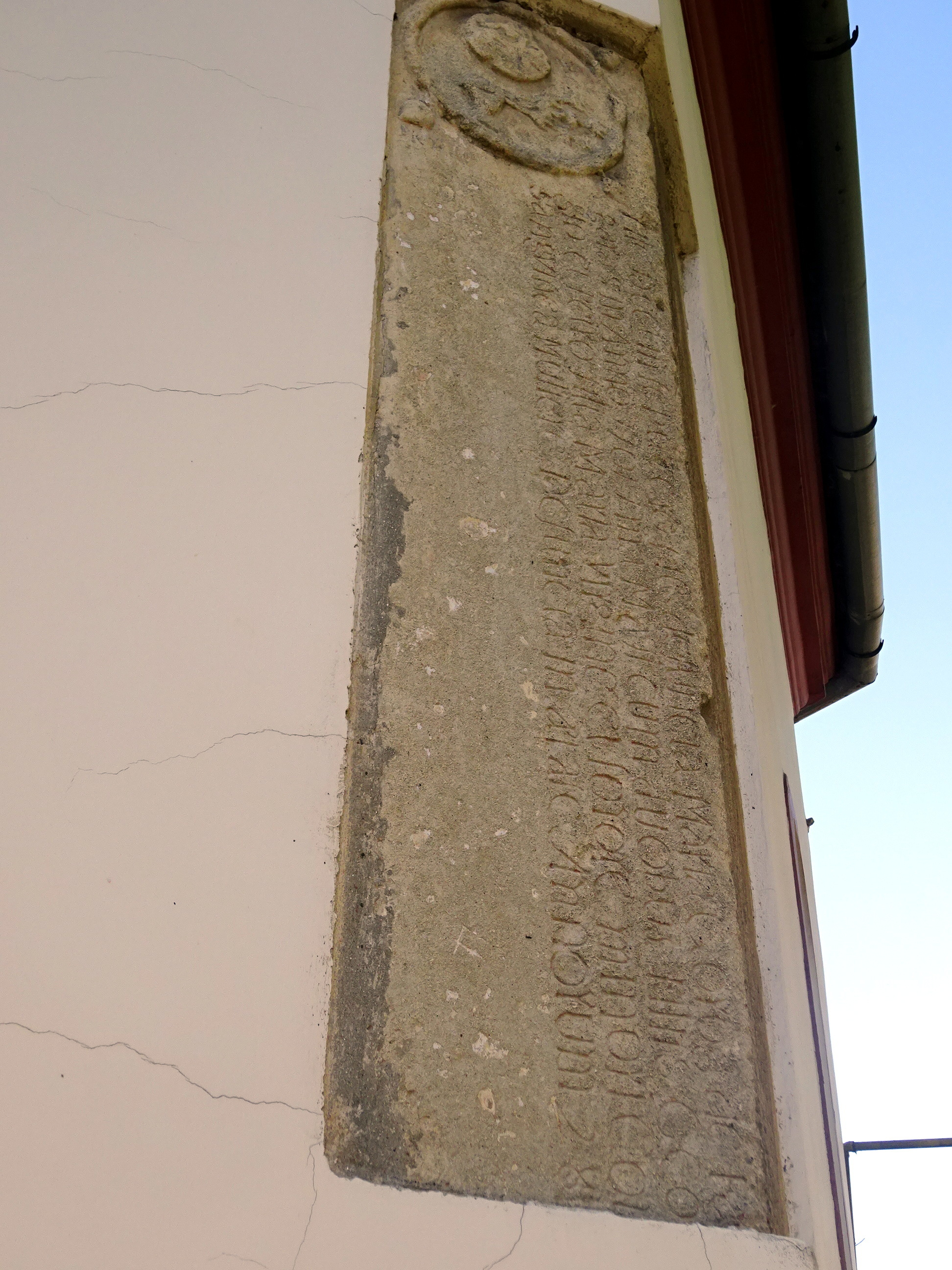
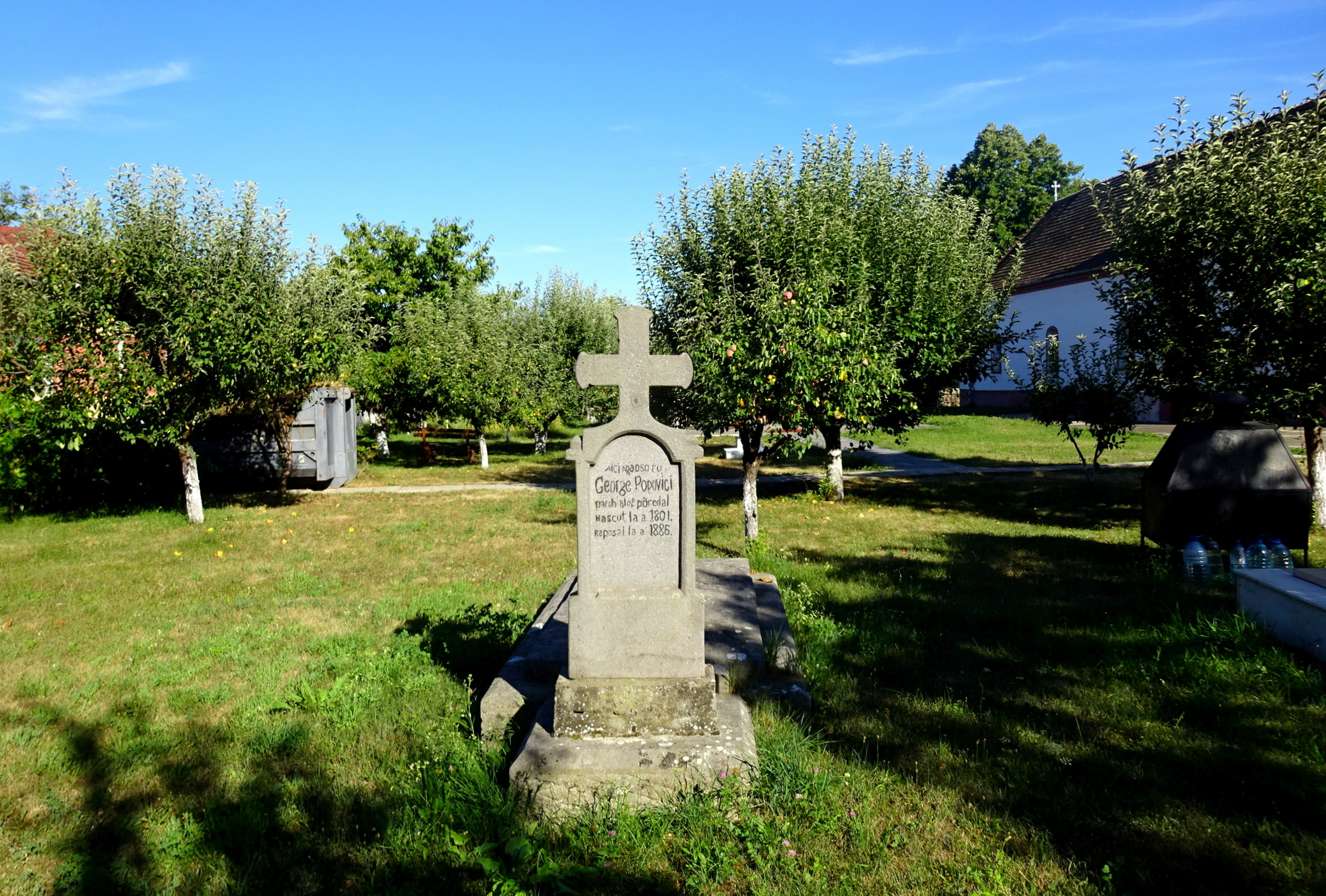
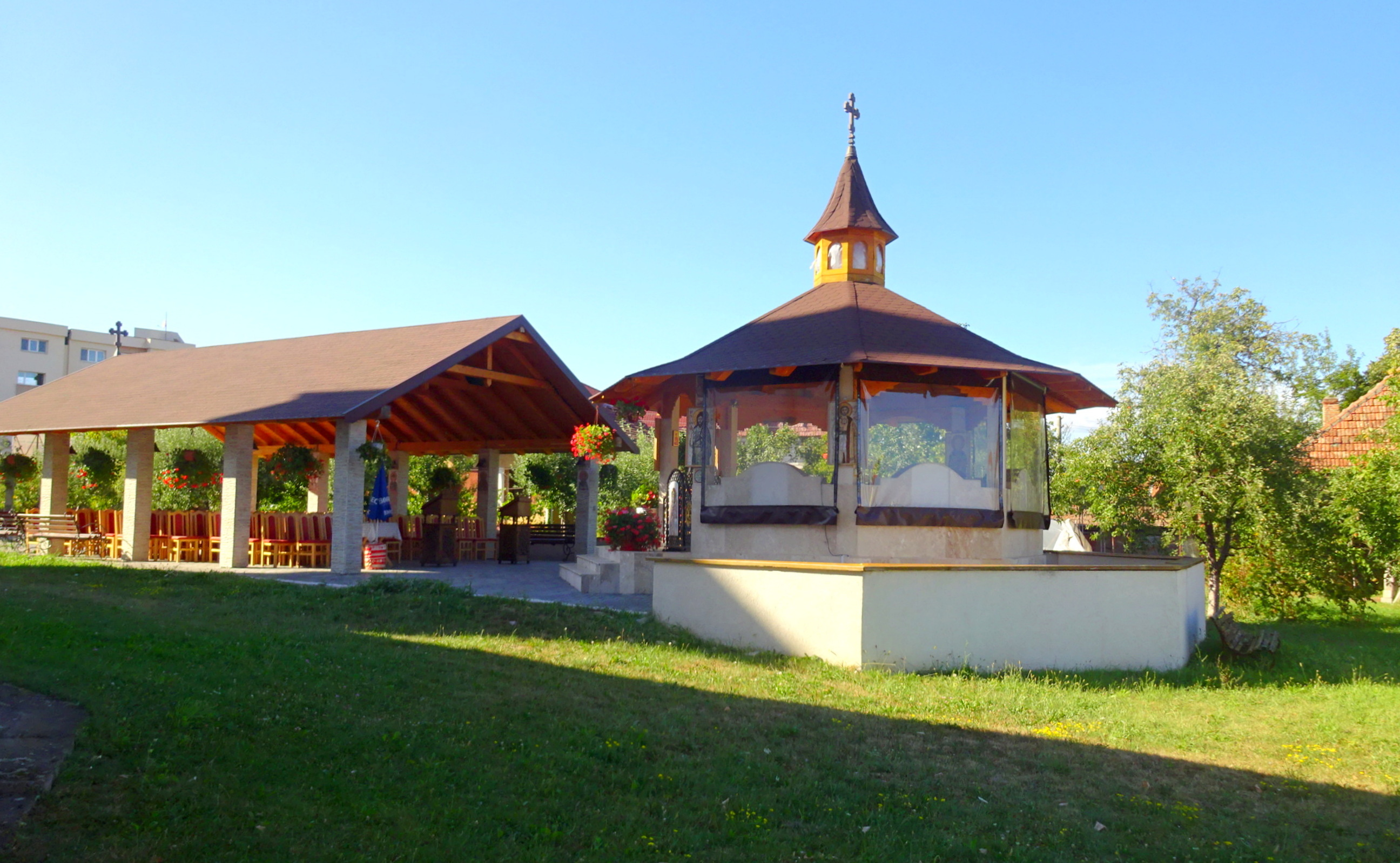
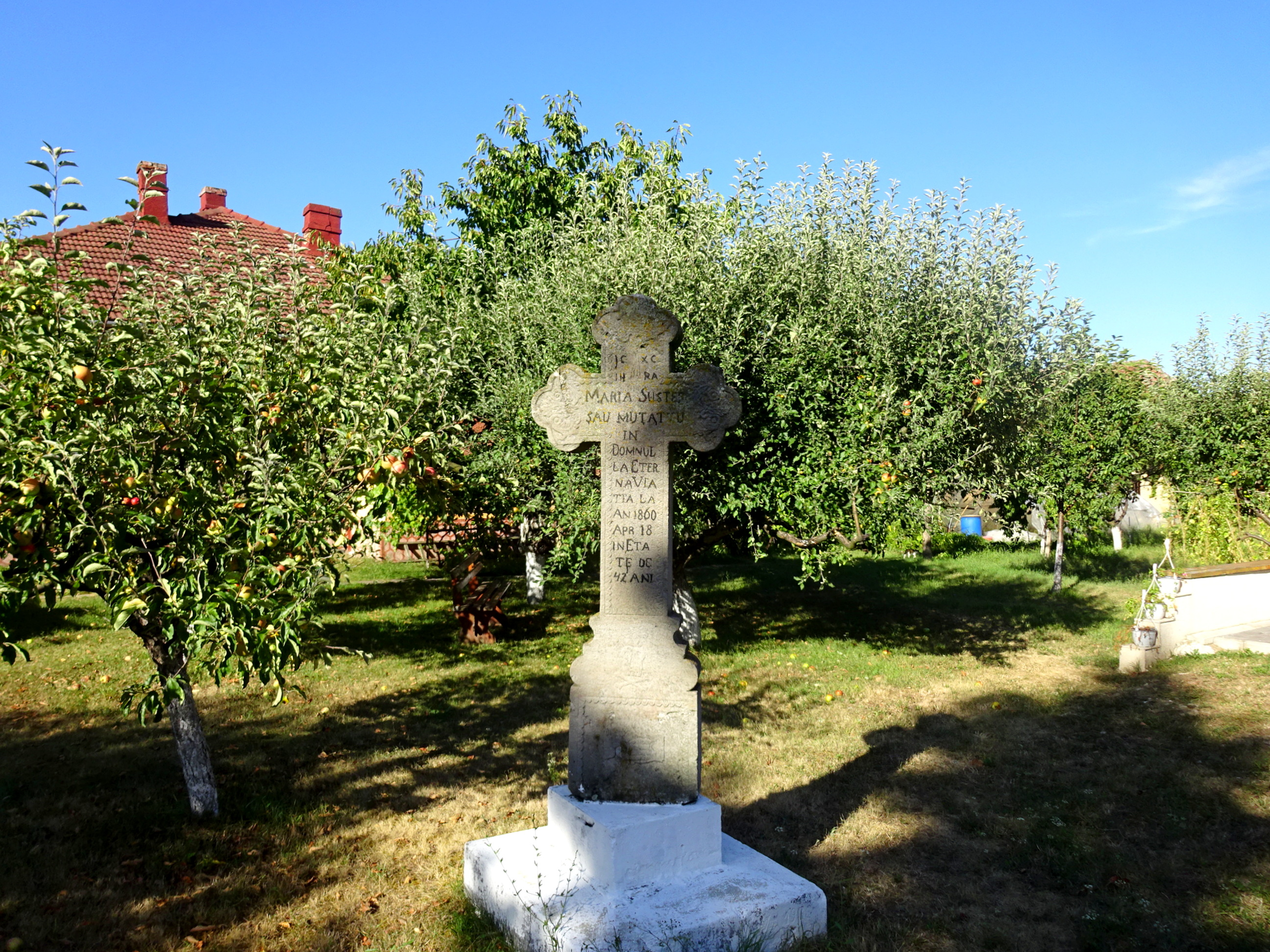
Lângă zidul de incintă se află o cruce interesantă din piatră, cu motive simbolice, a Mariei Suster (1800)
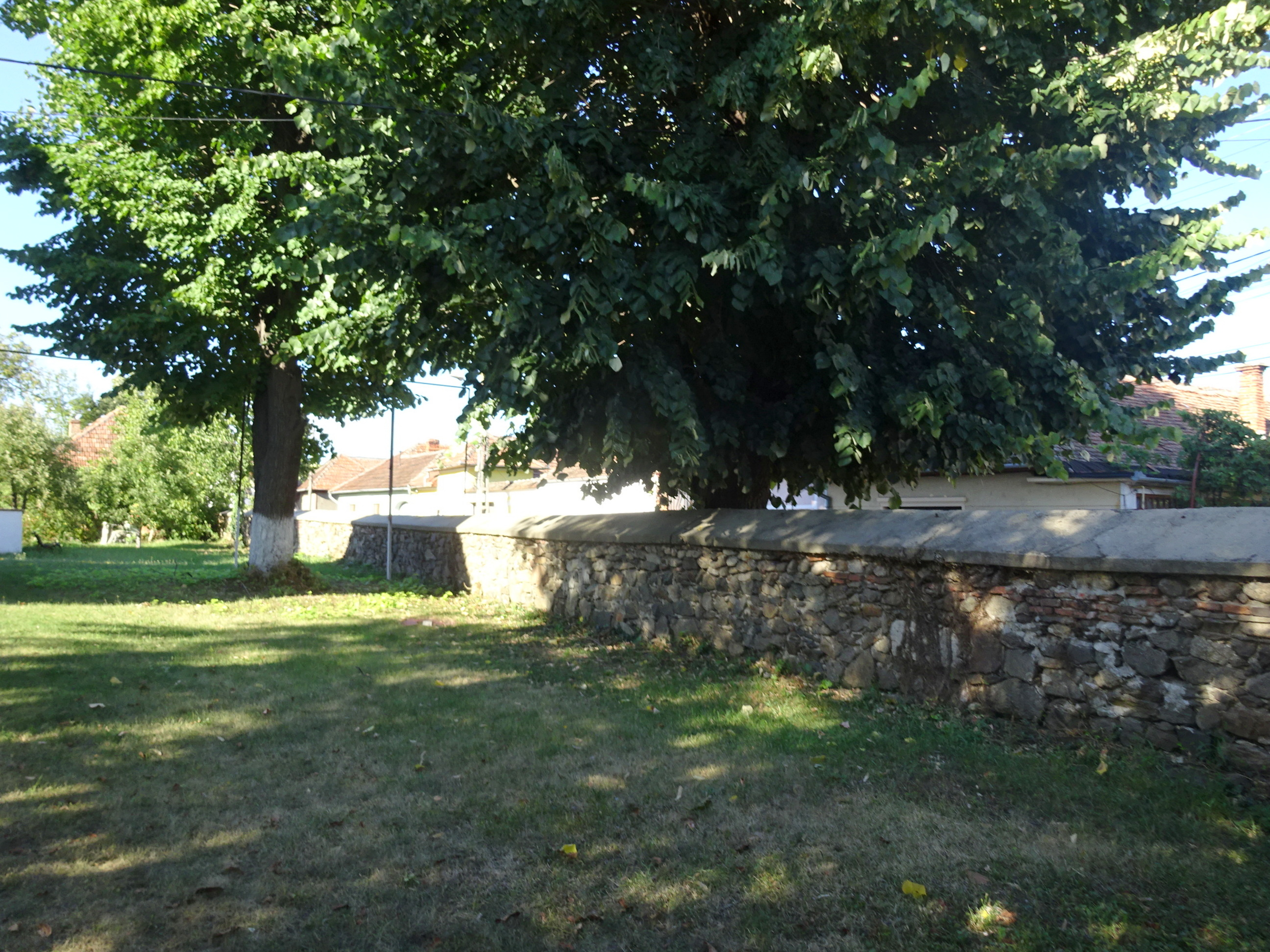
Biserica şi locul de cimitir din jurul ei a fost împrejmuit cu un zid de incintă în anul 1896, în continuarea celui început în 1847
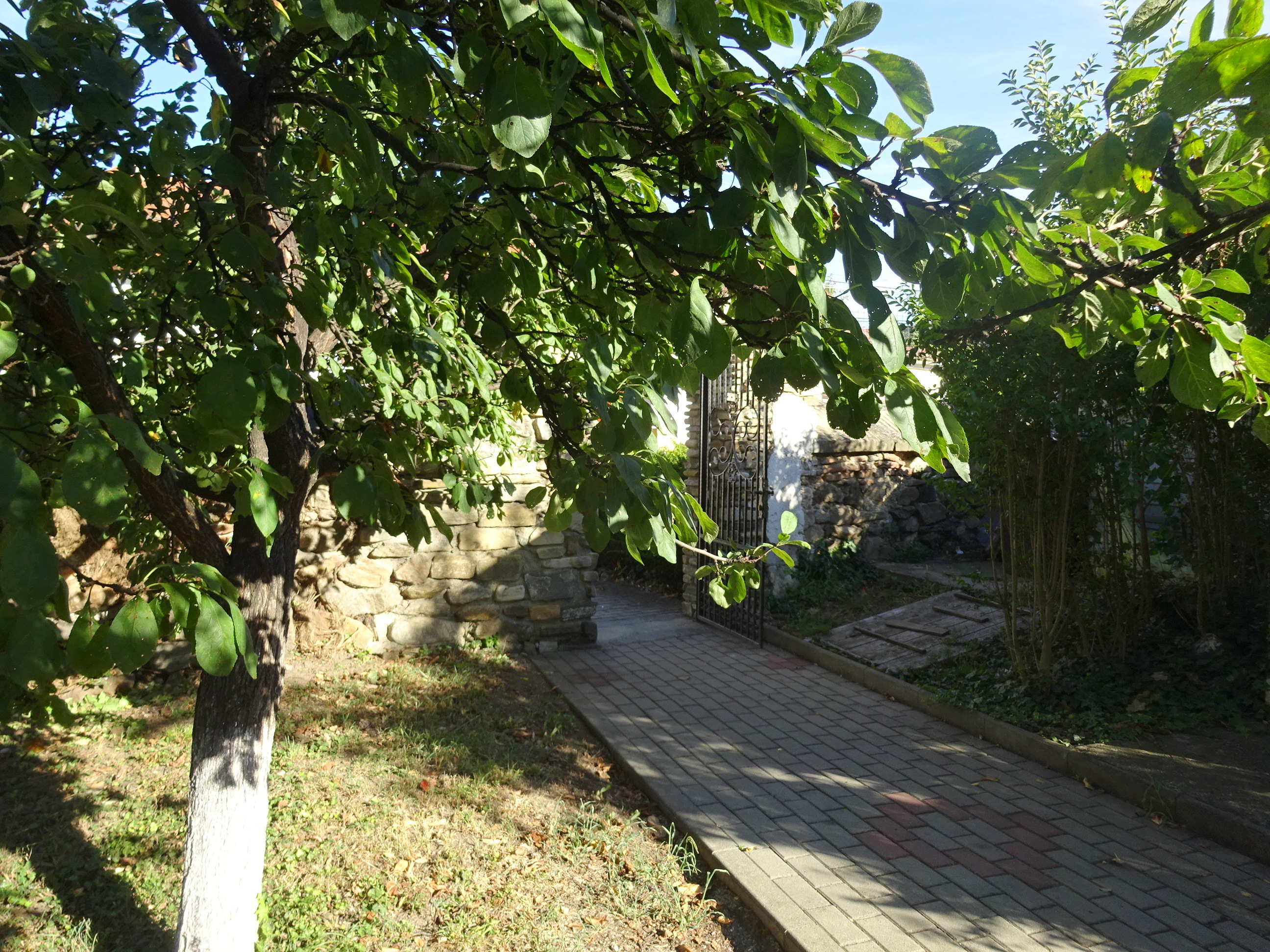
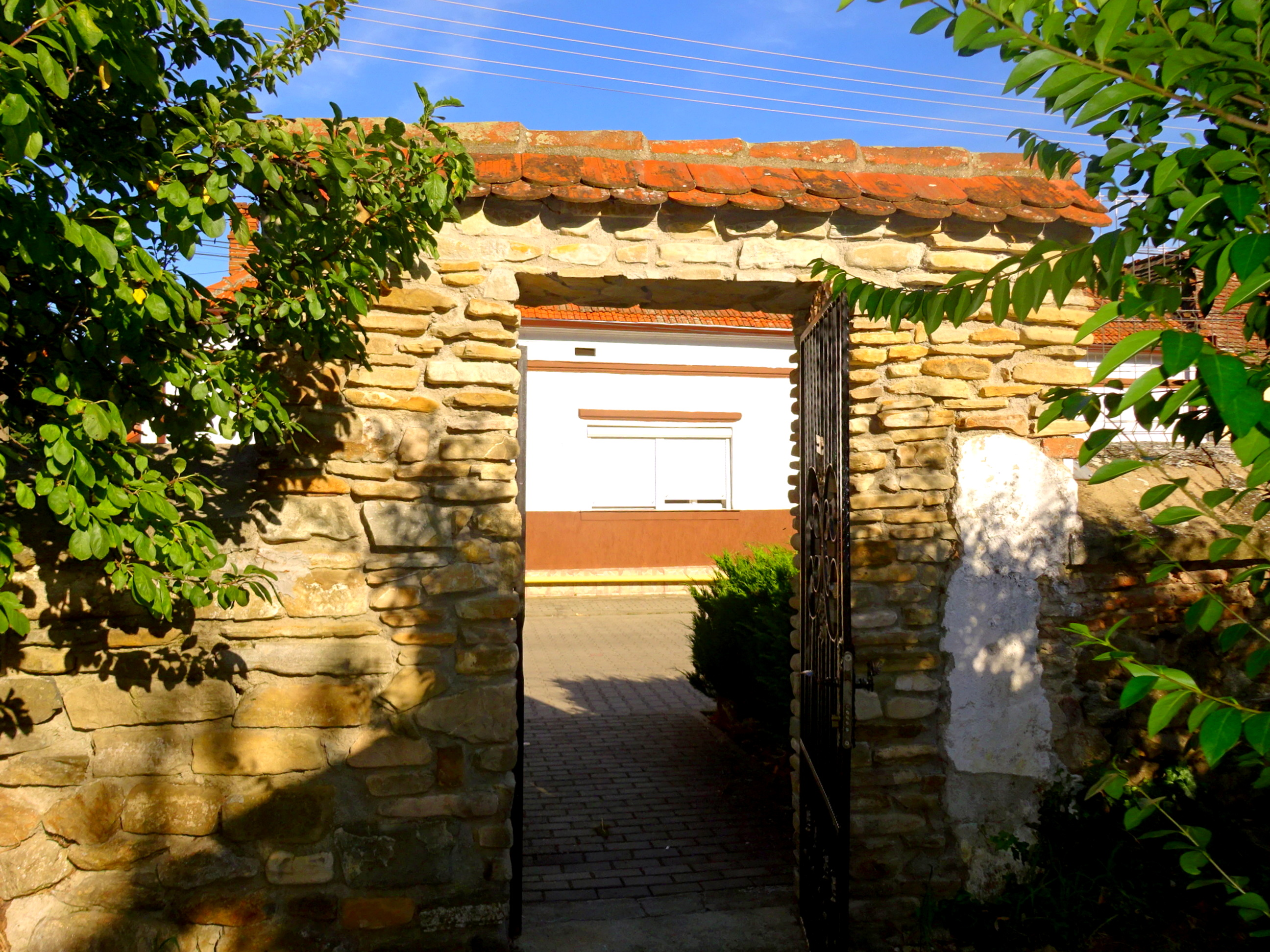
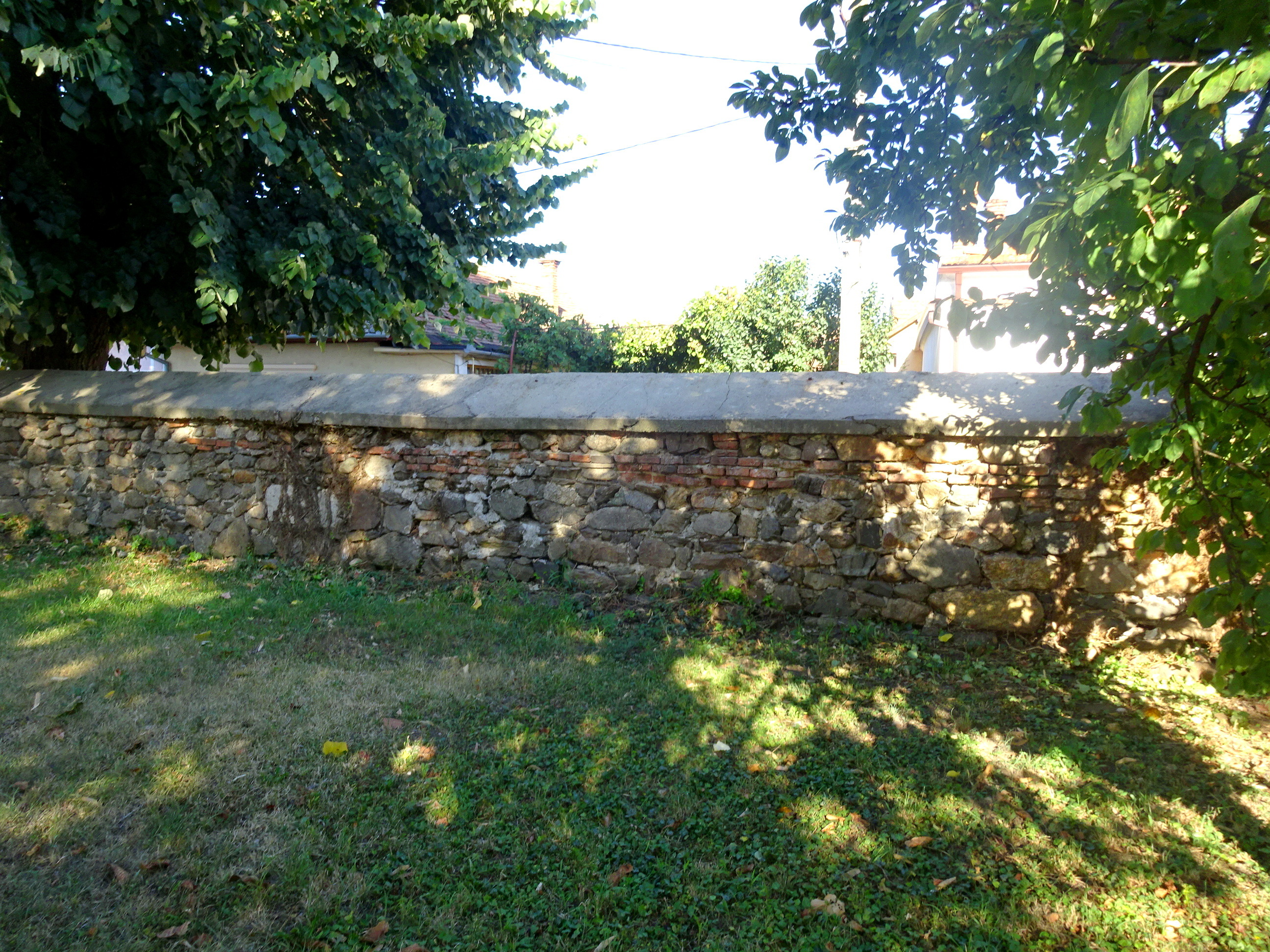
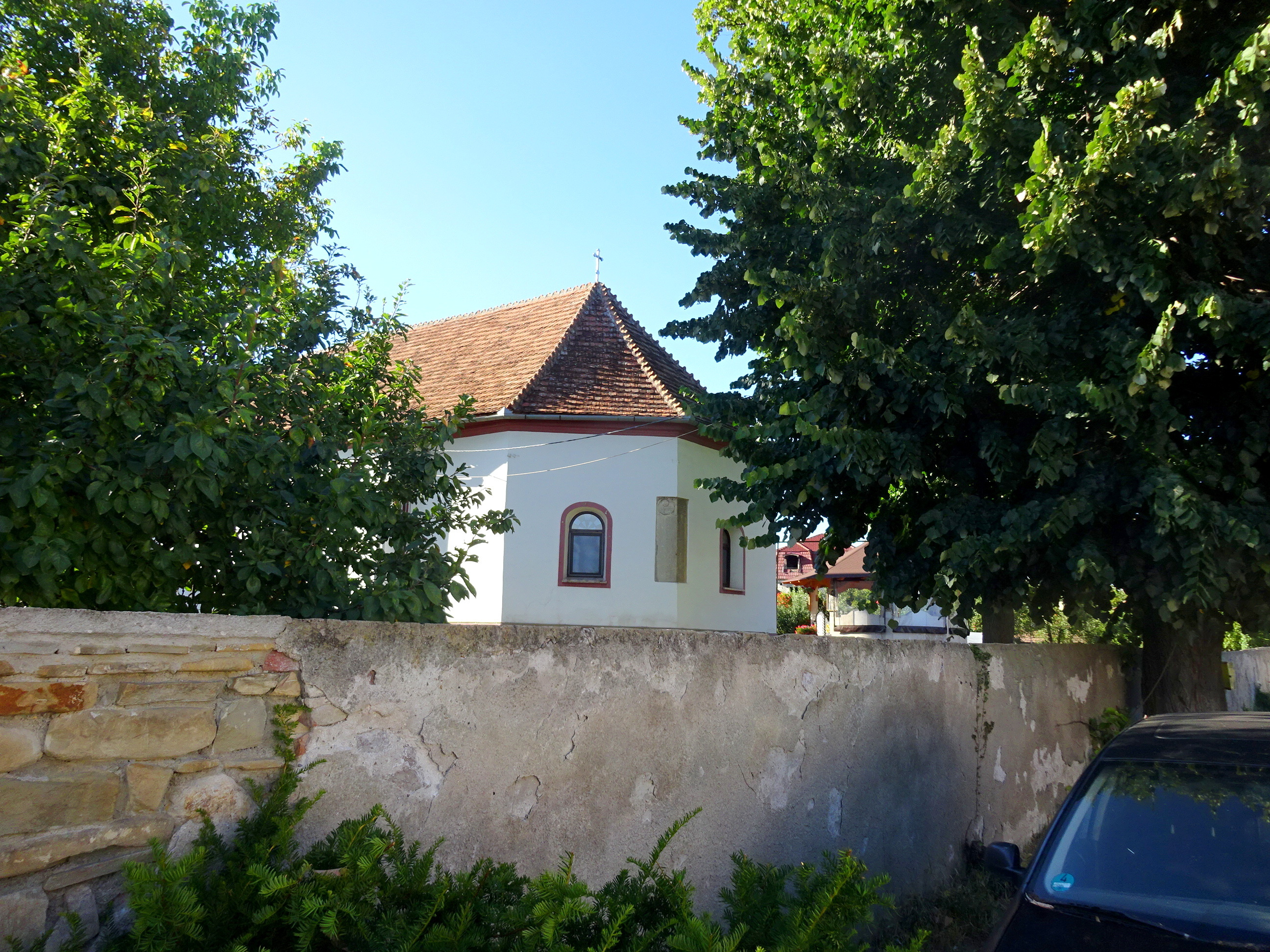

## Imagini din interior

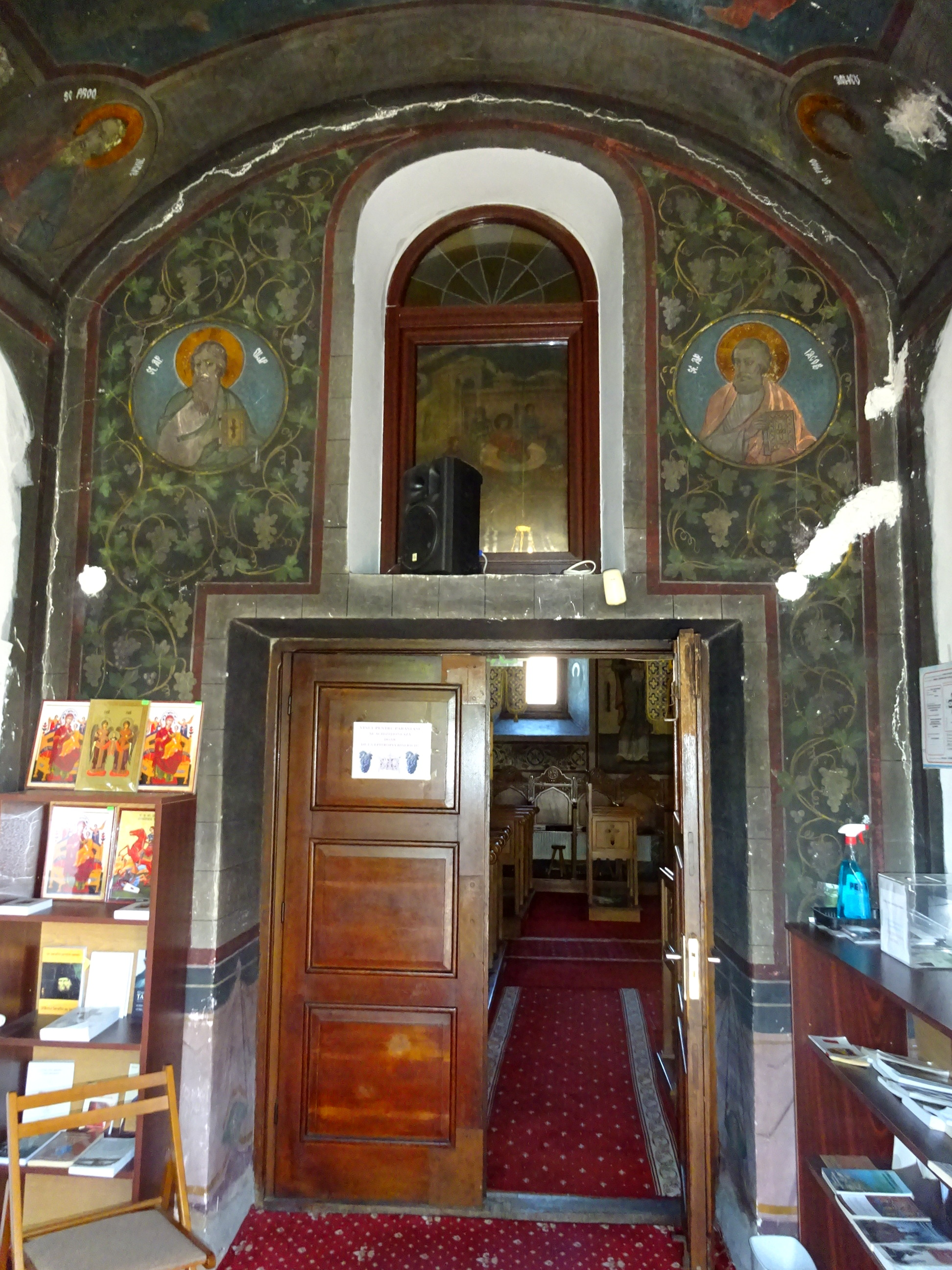
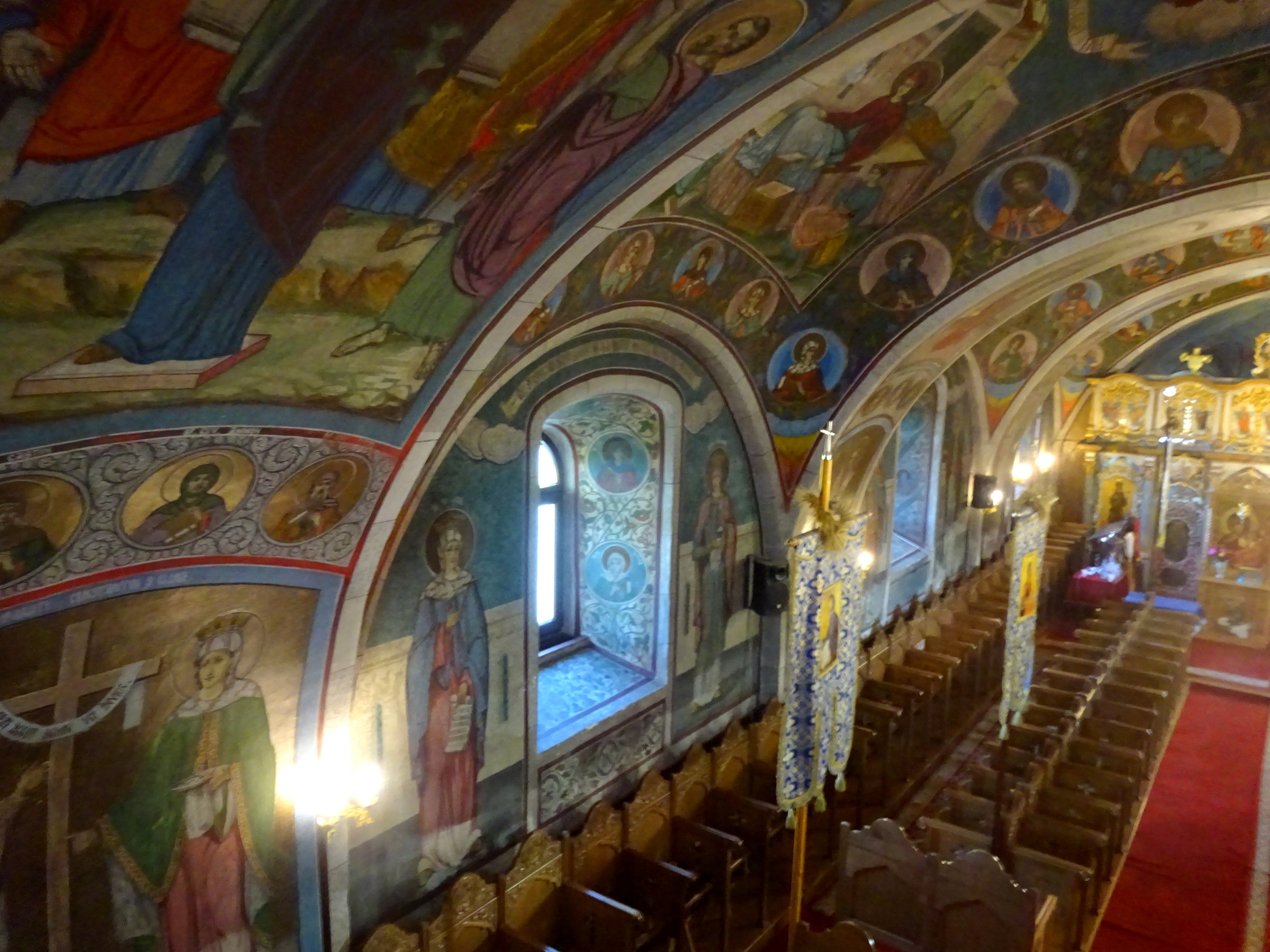
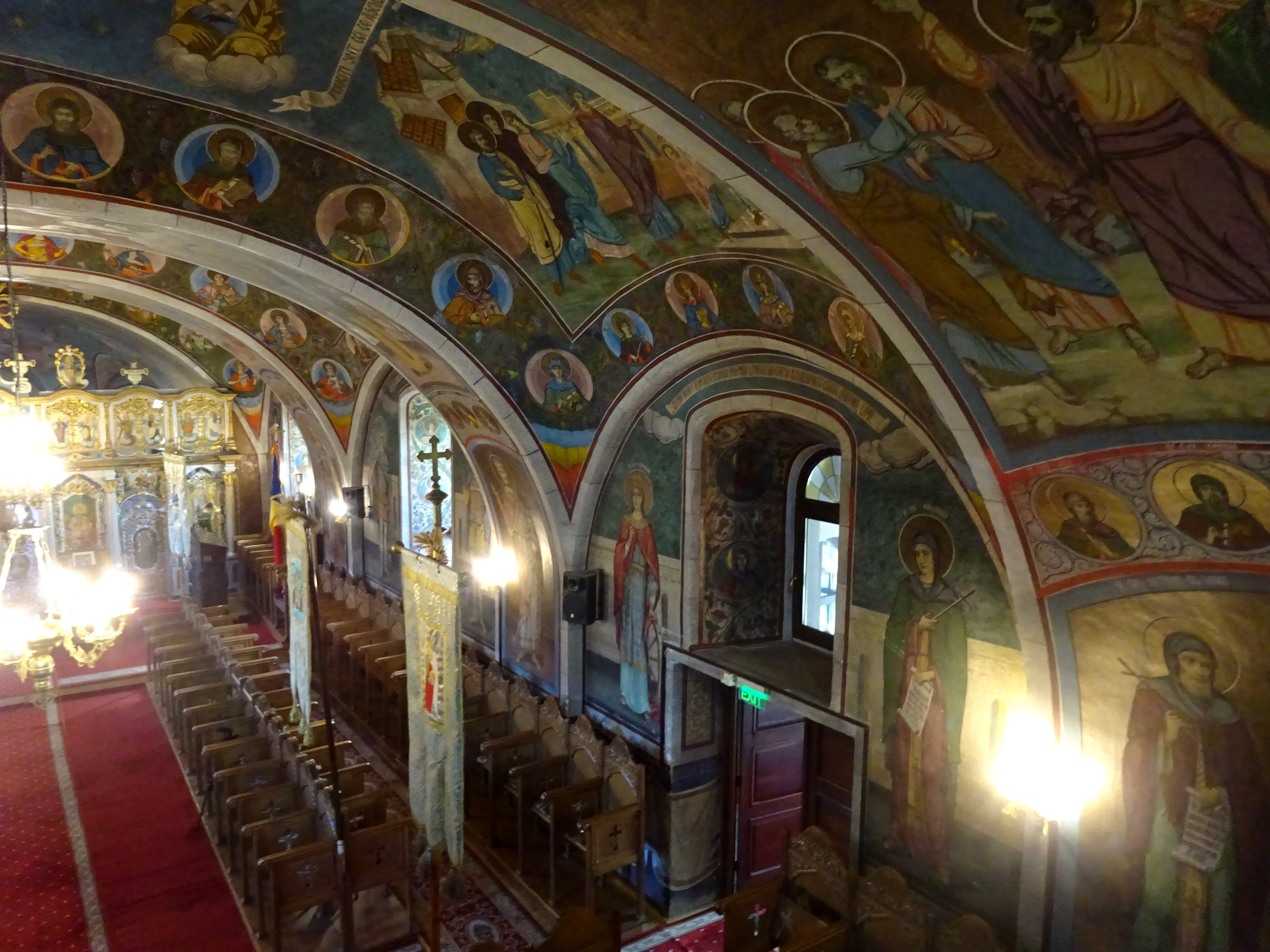
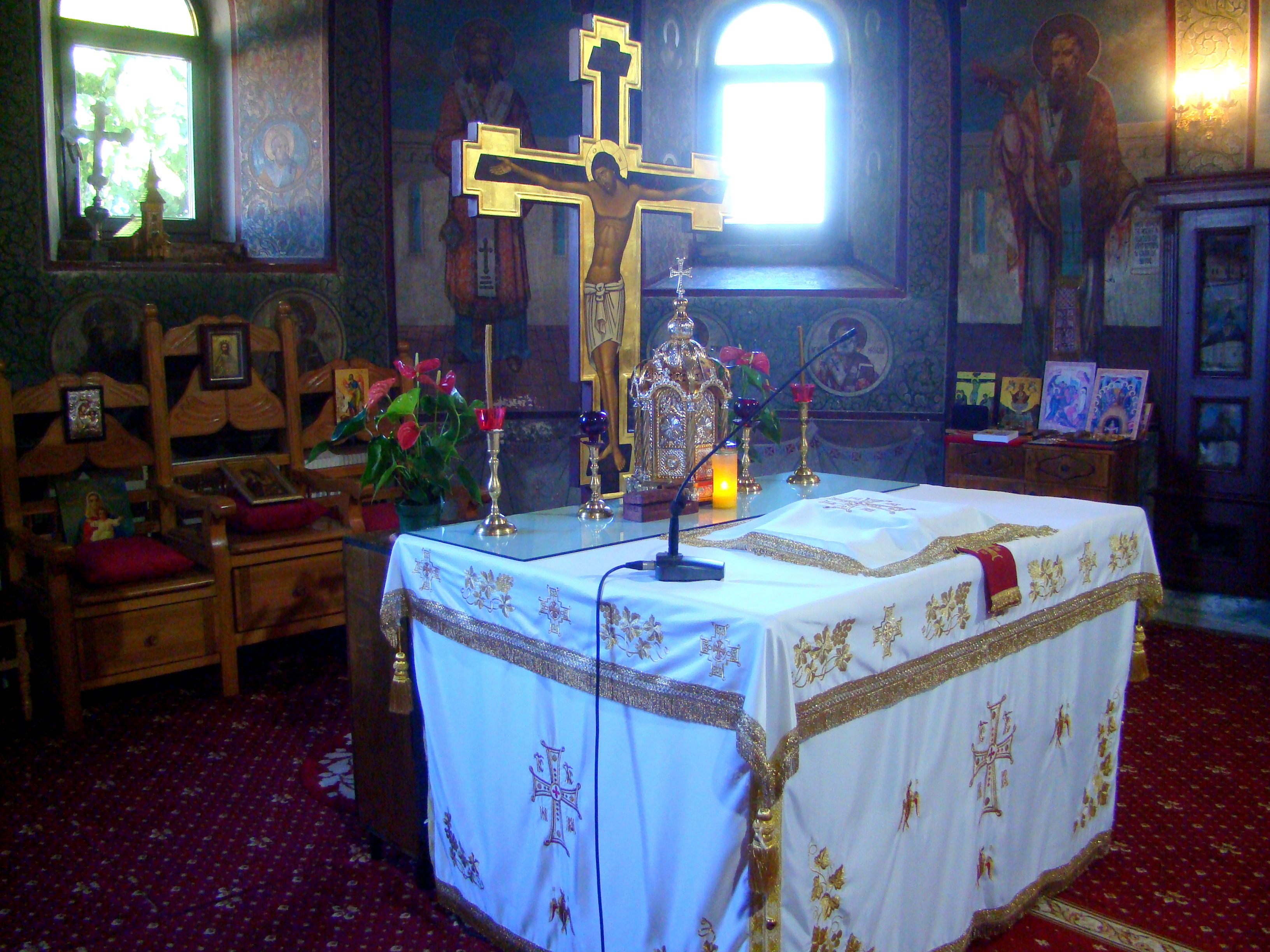
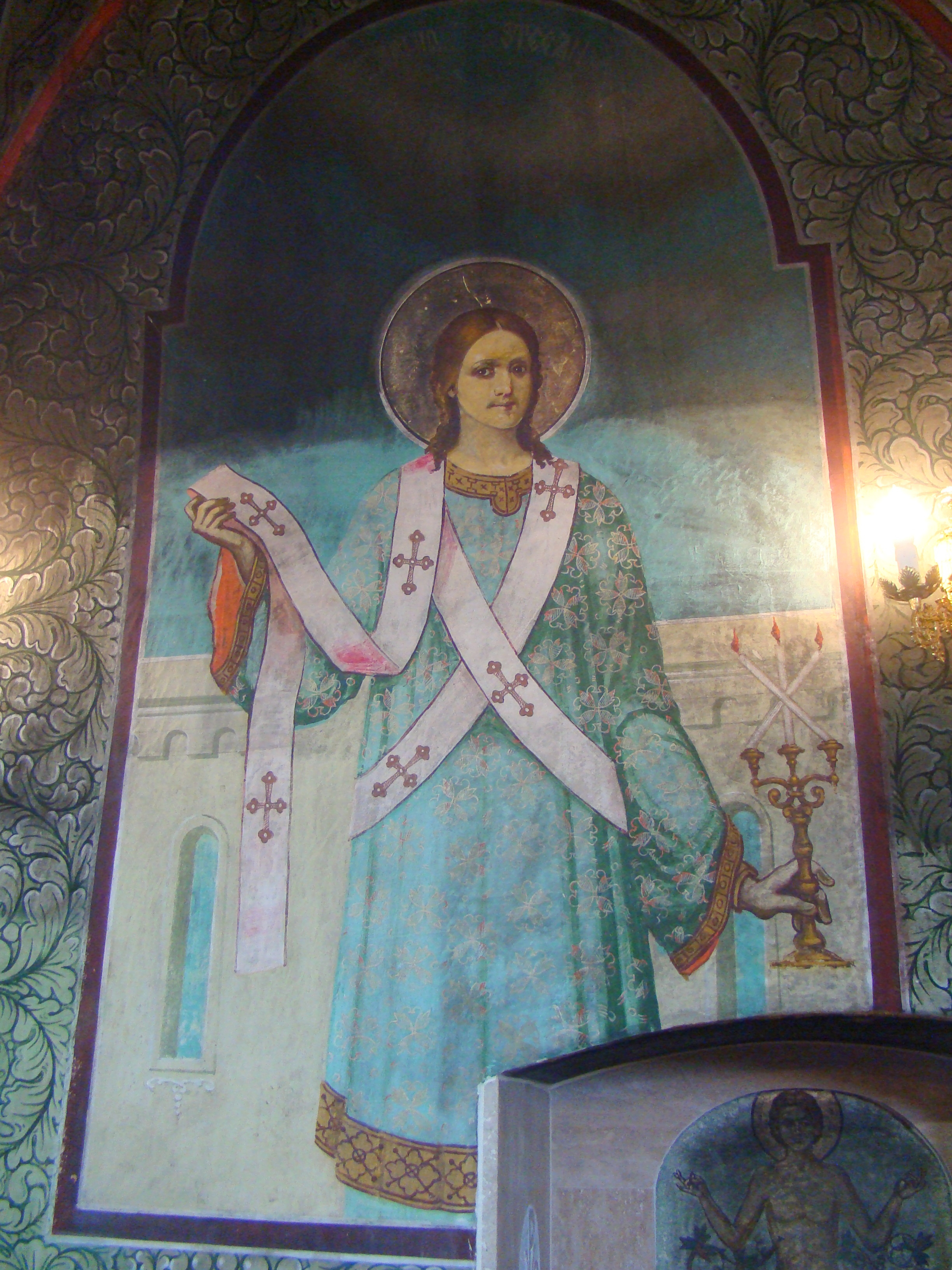
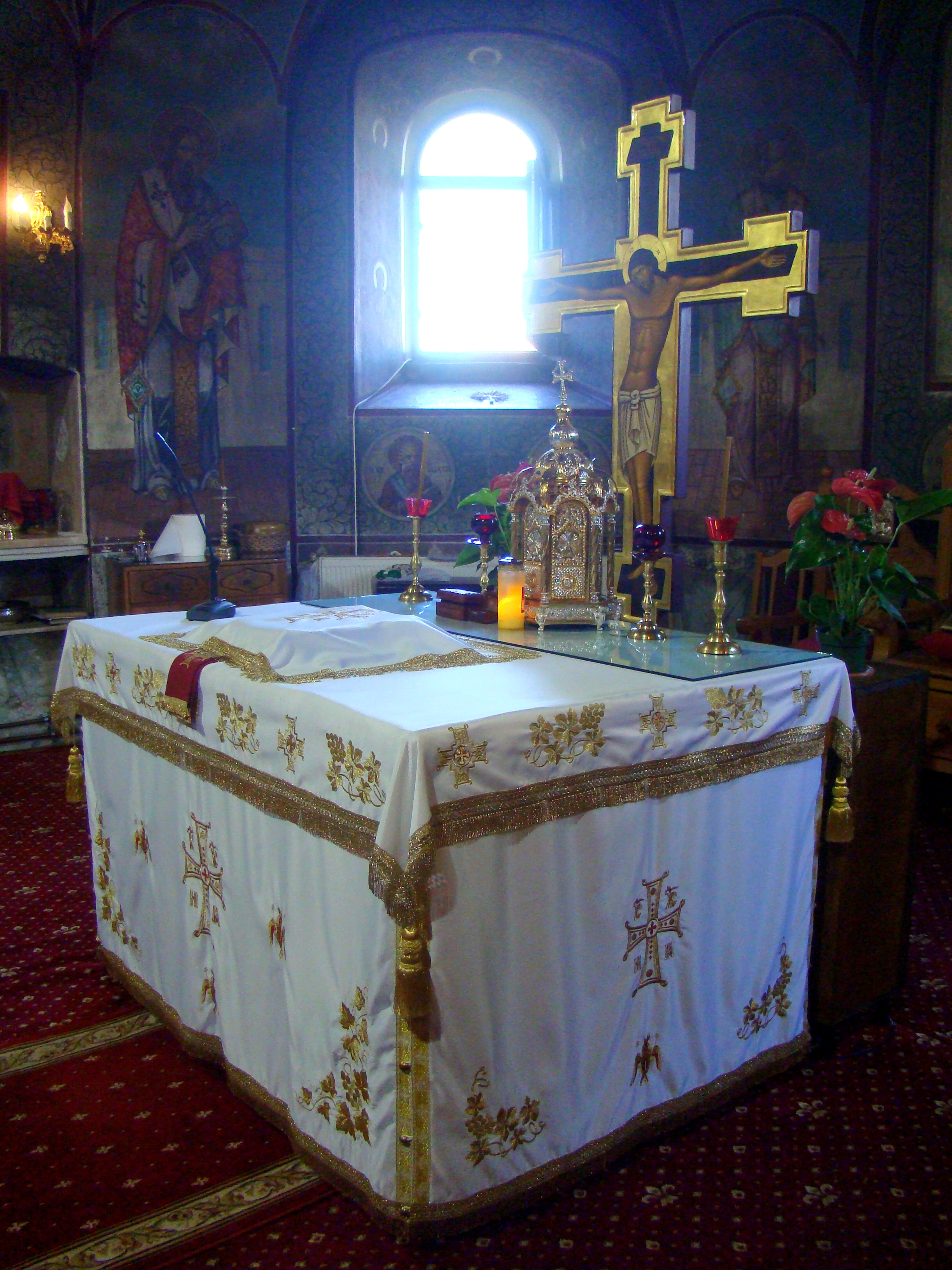
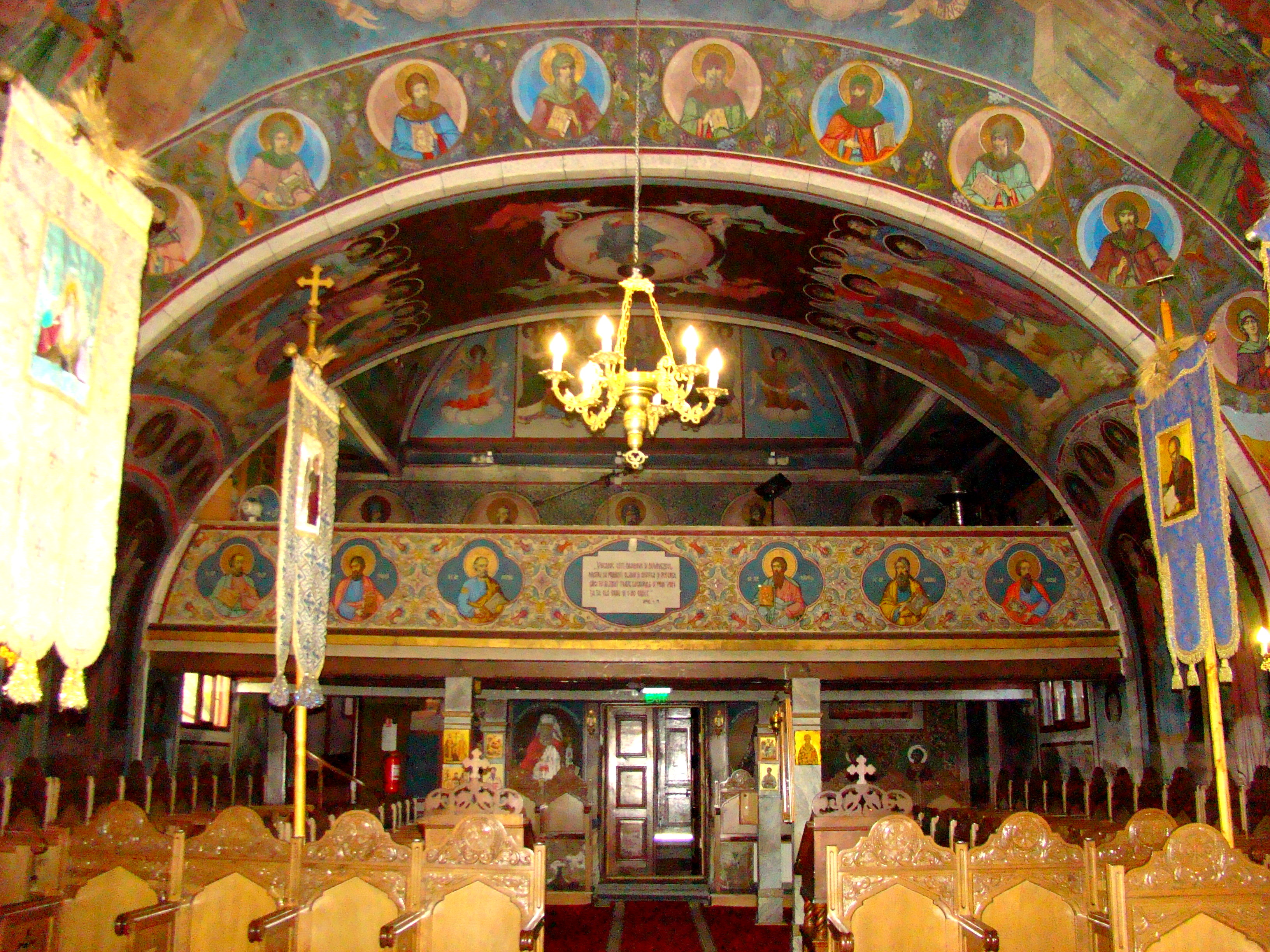
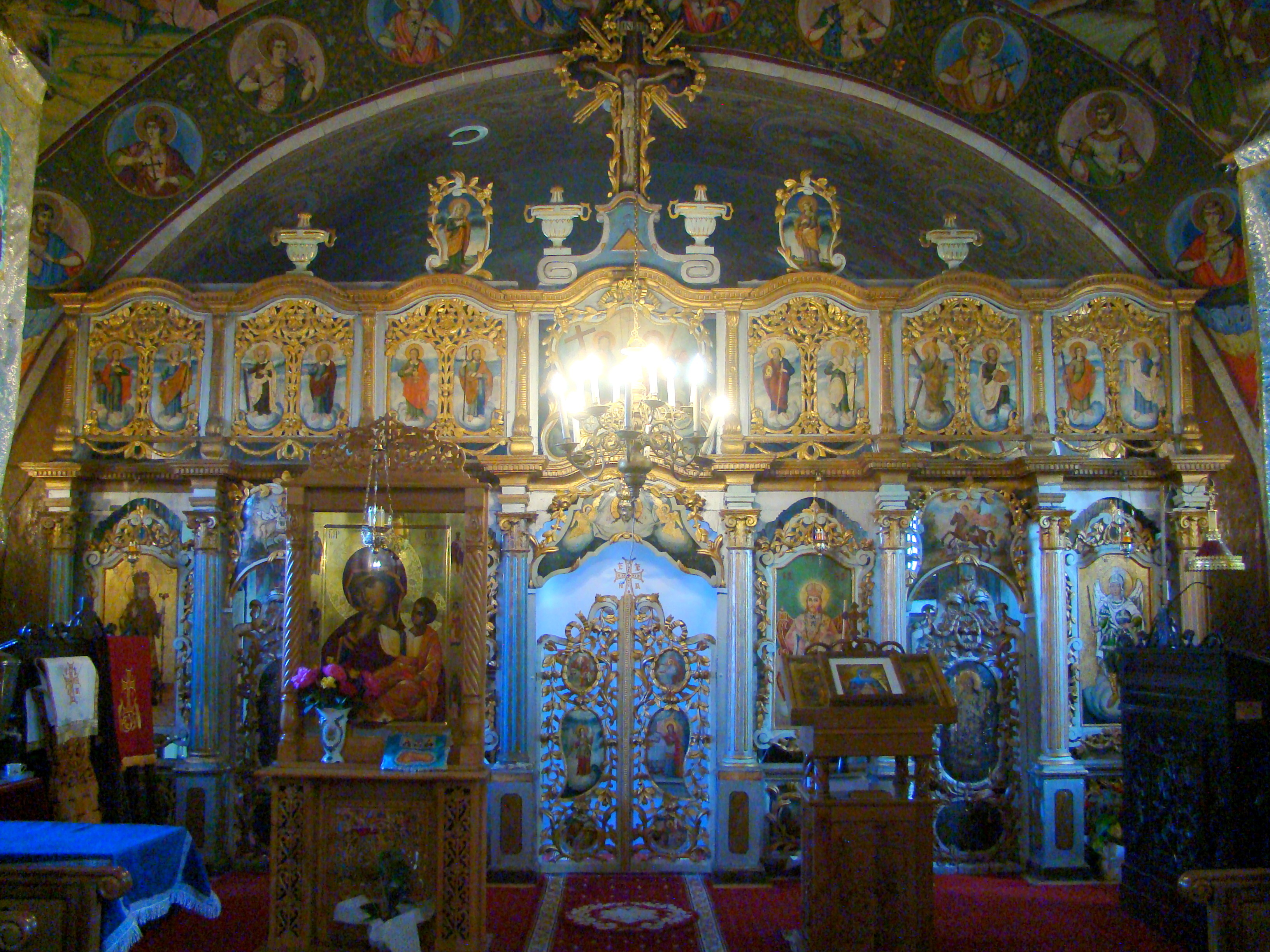
Catapeteasma este o lucrare în stil baroc local, caracteristică pentru a doua jumătate a secolului al XVIII-lea, care a fost ridicată după ce altarul ar fi ars în jurul anului 1800
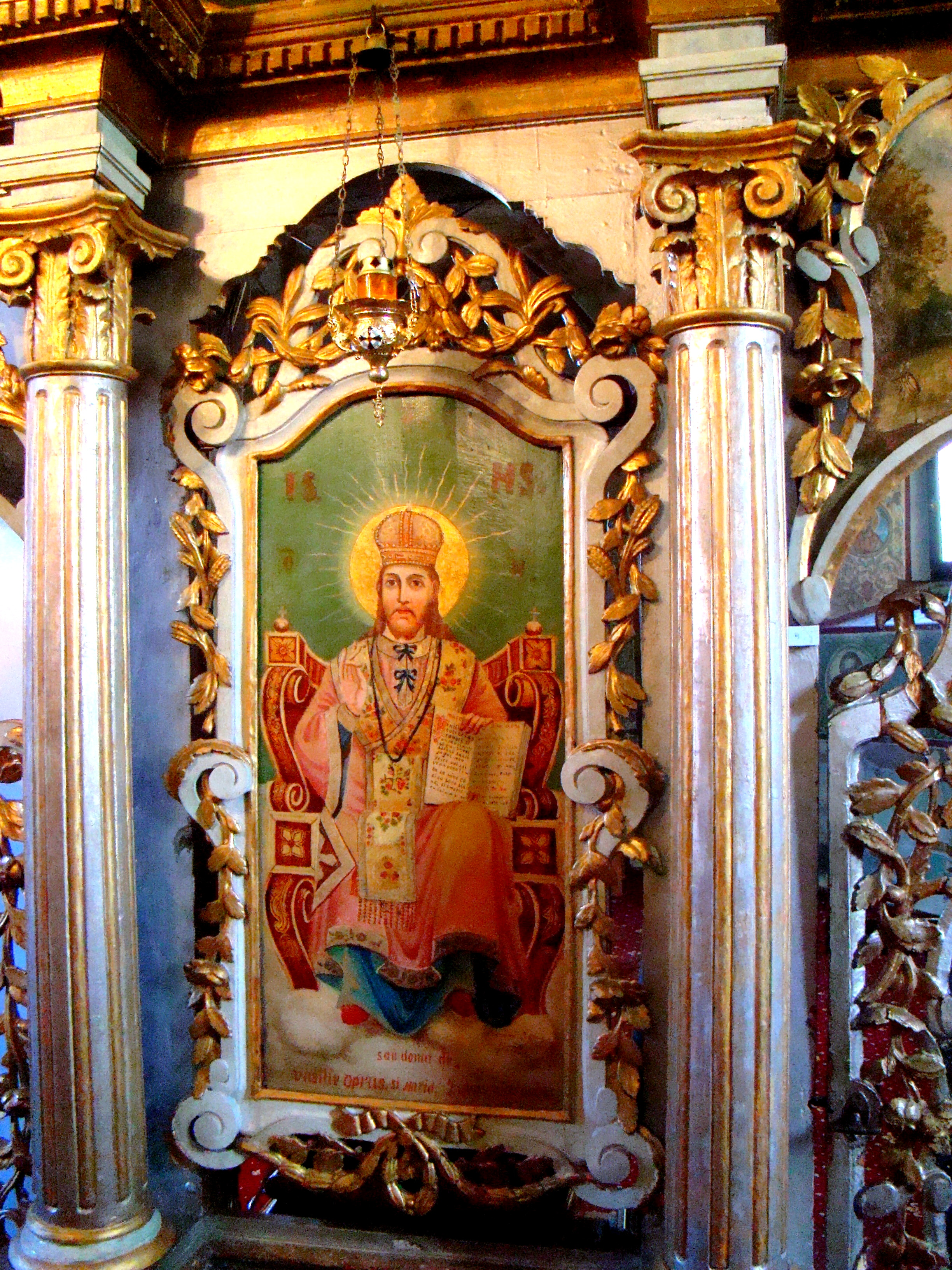
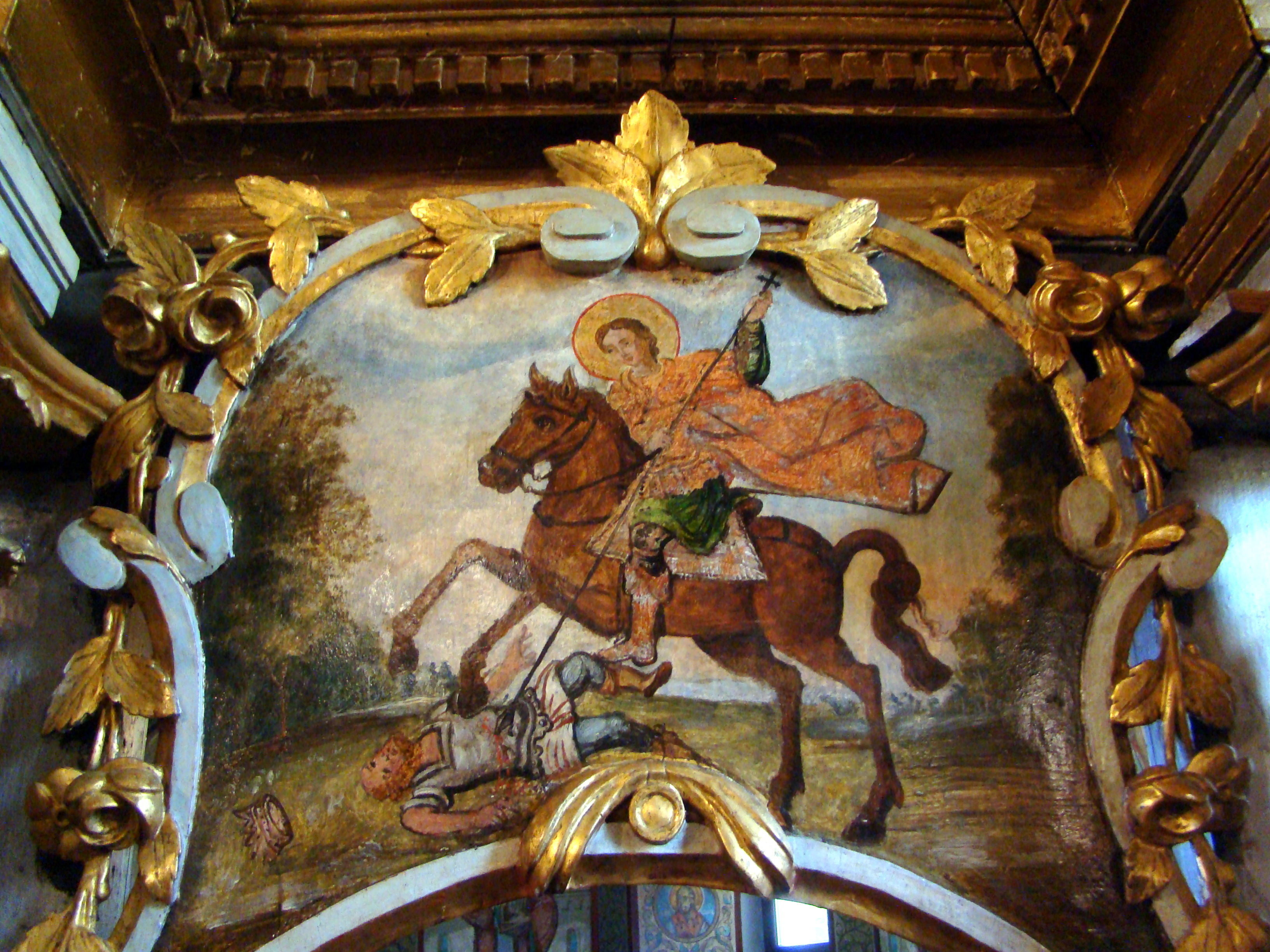
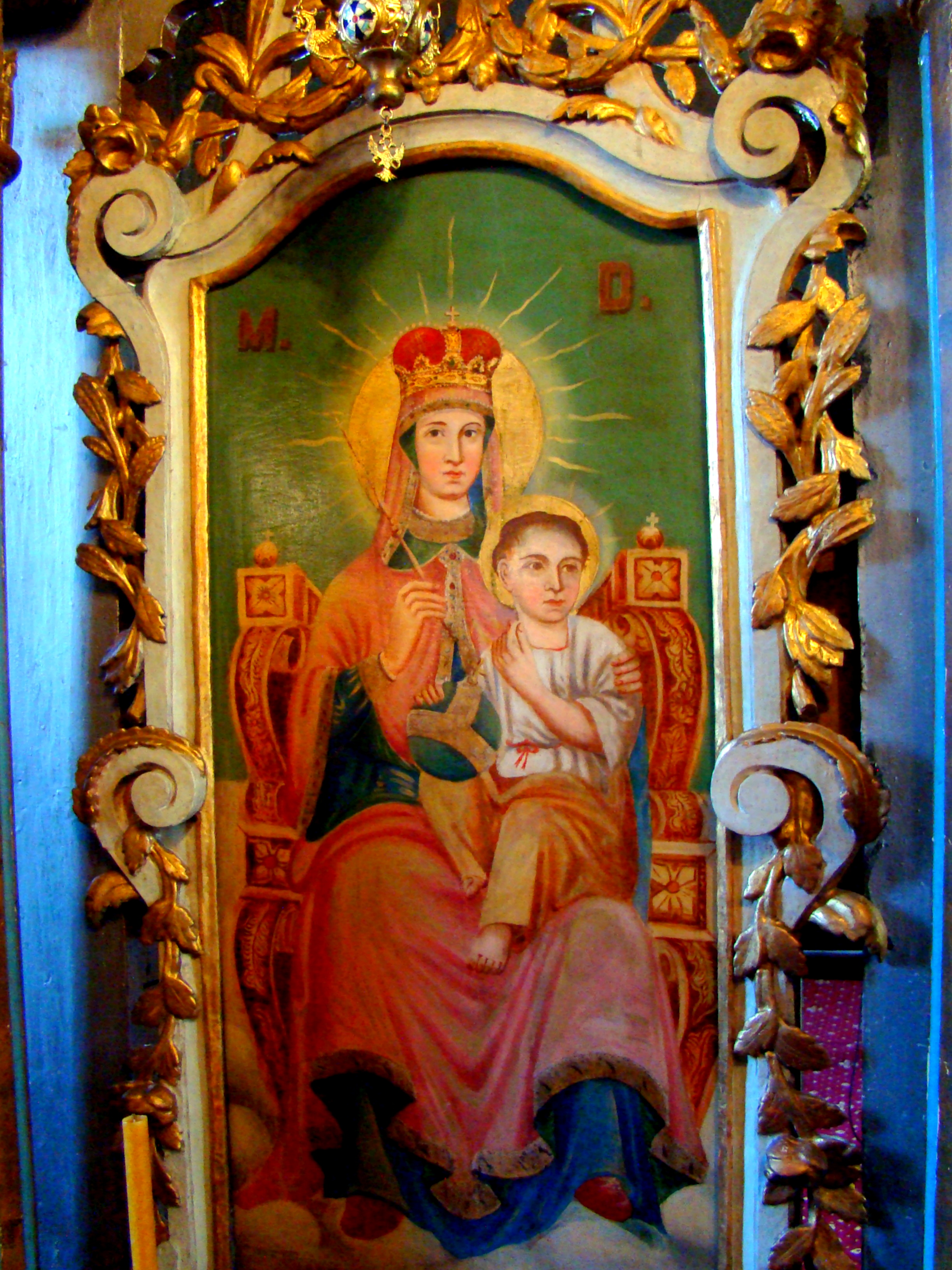
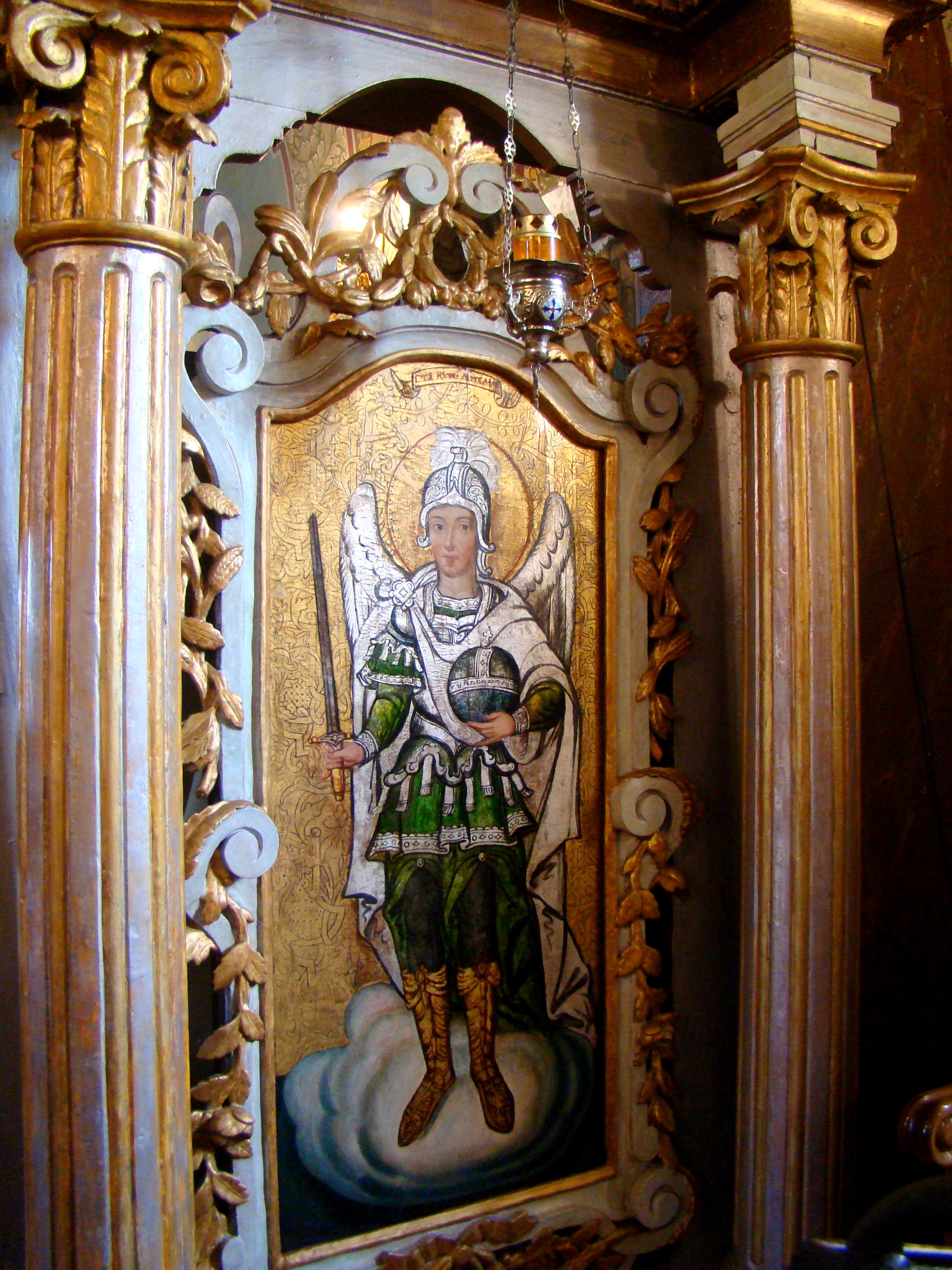
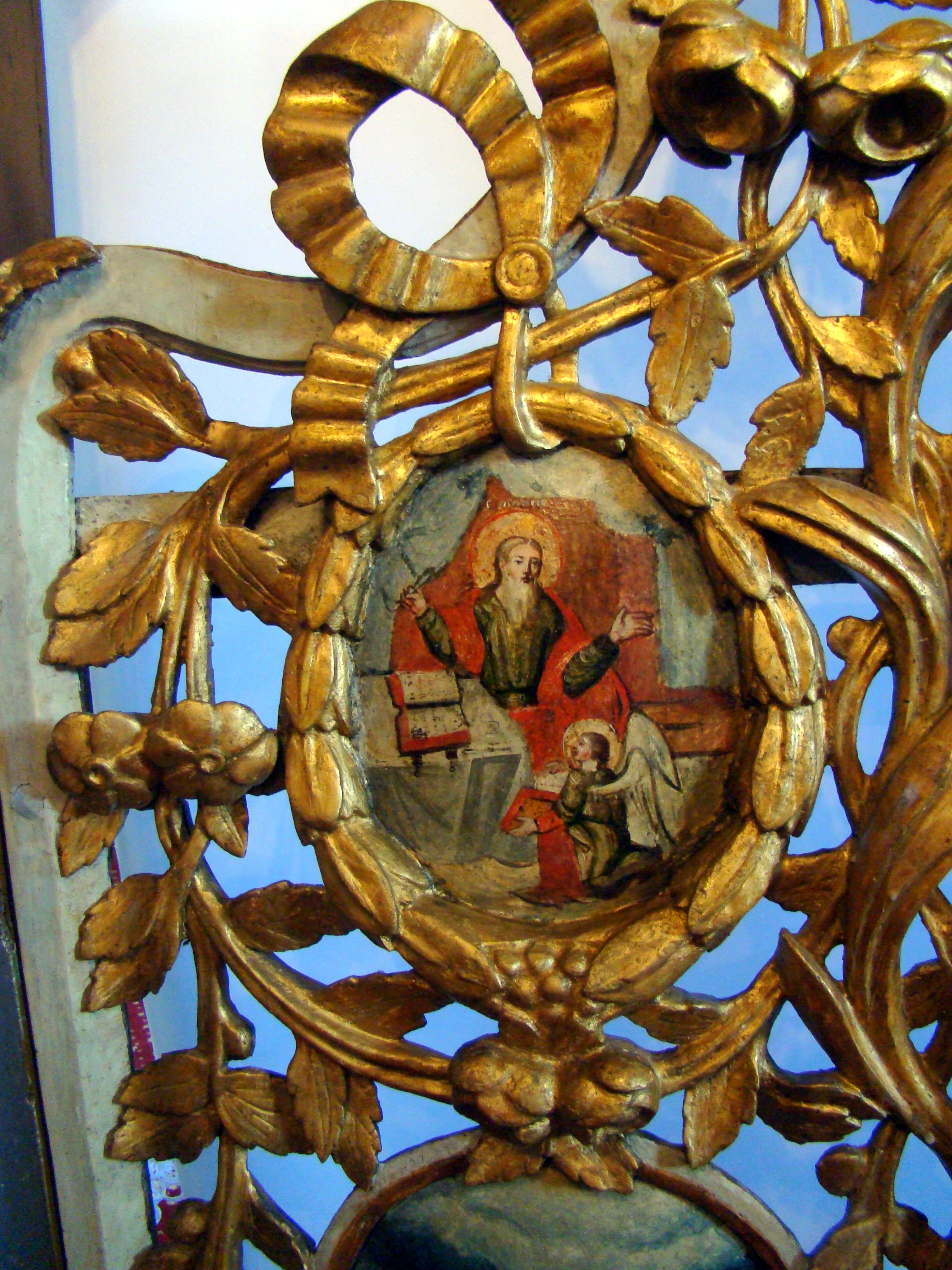
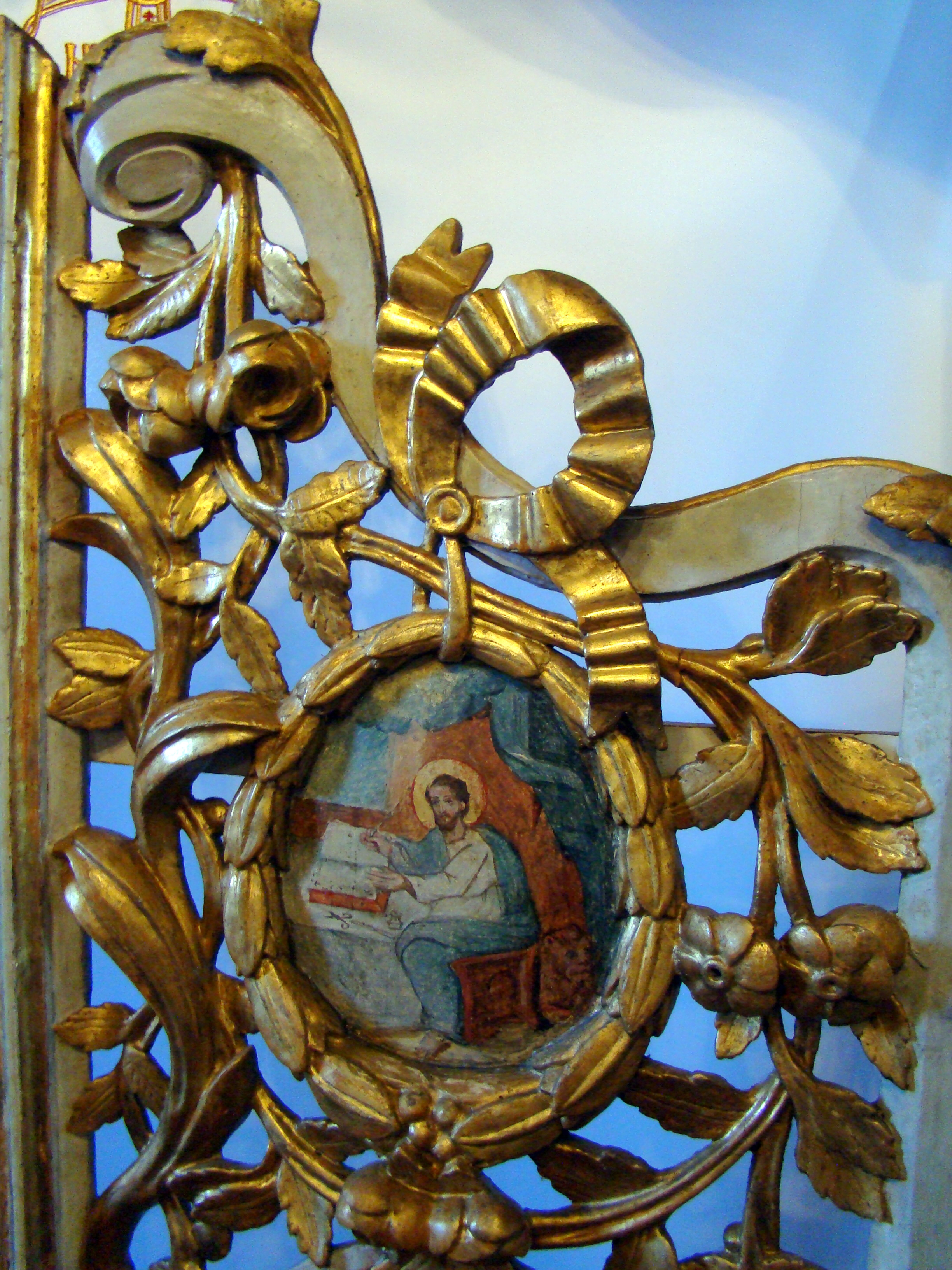
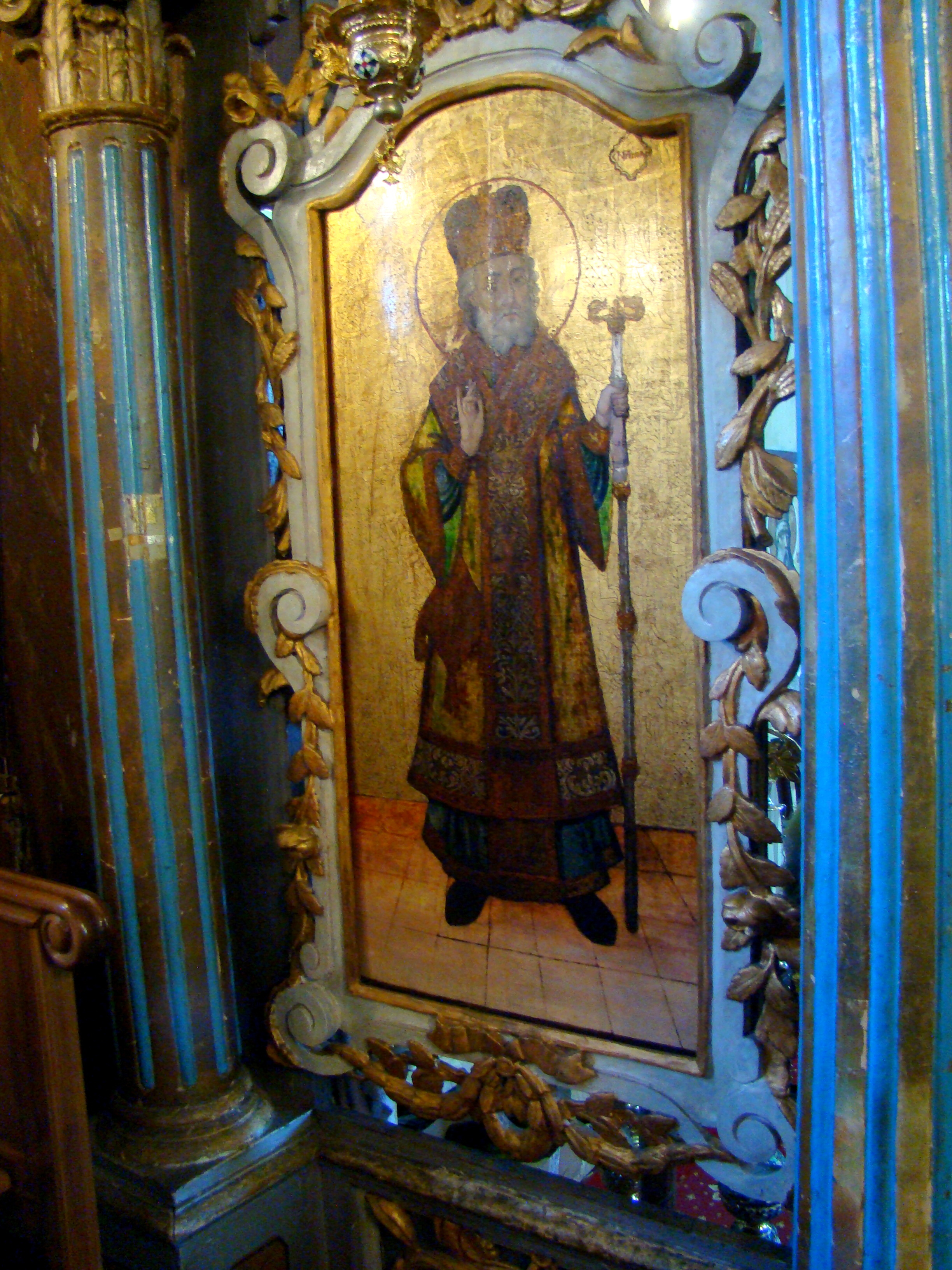
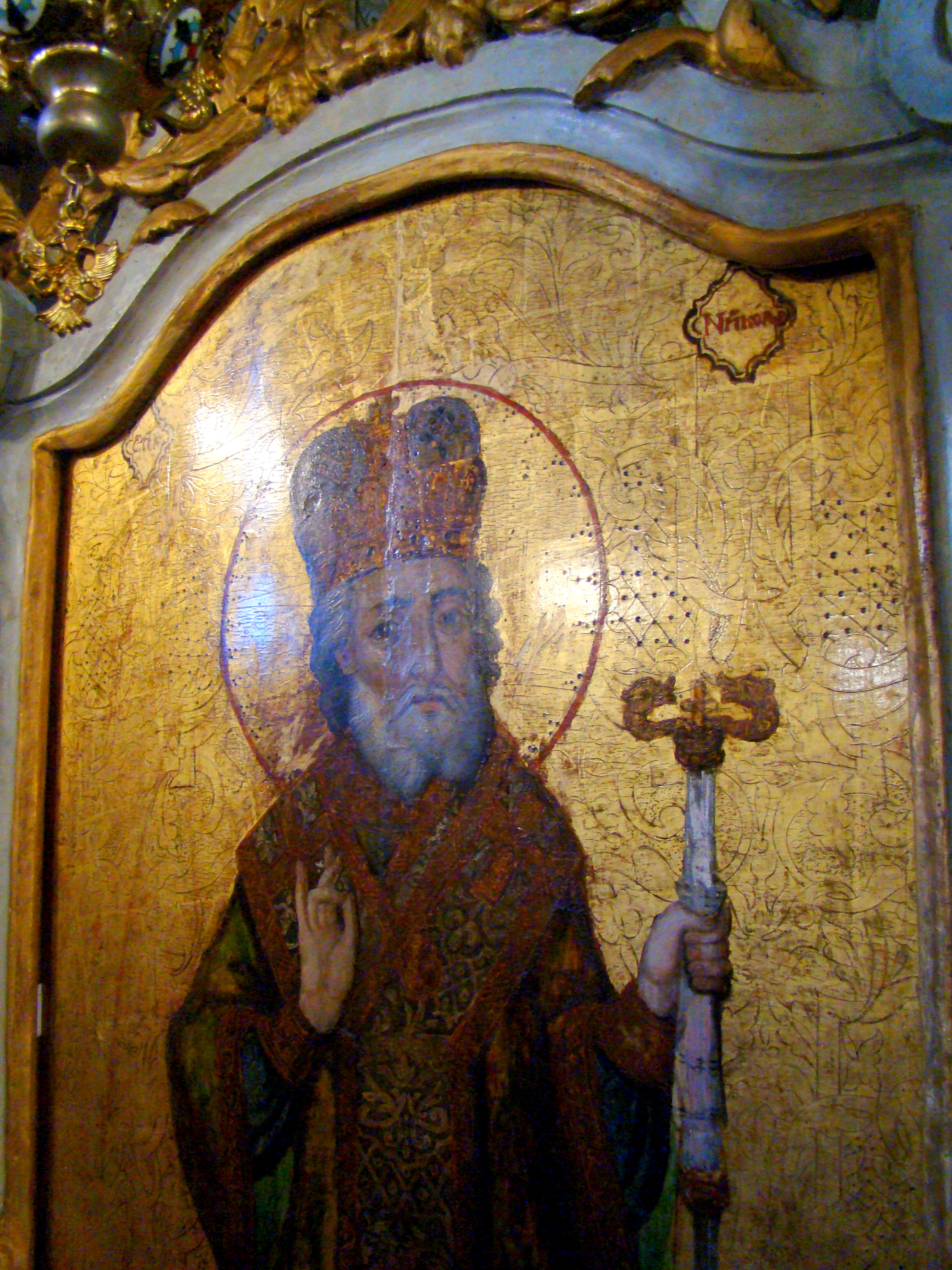
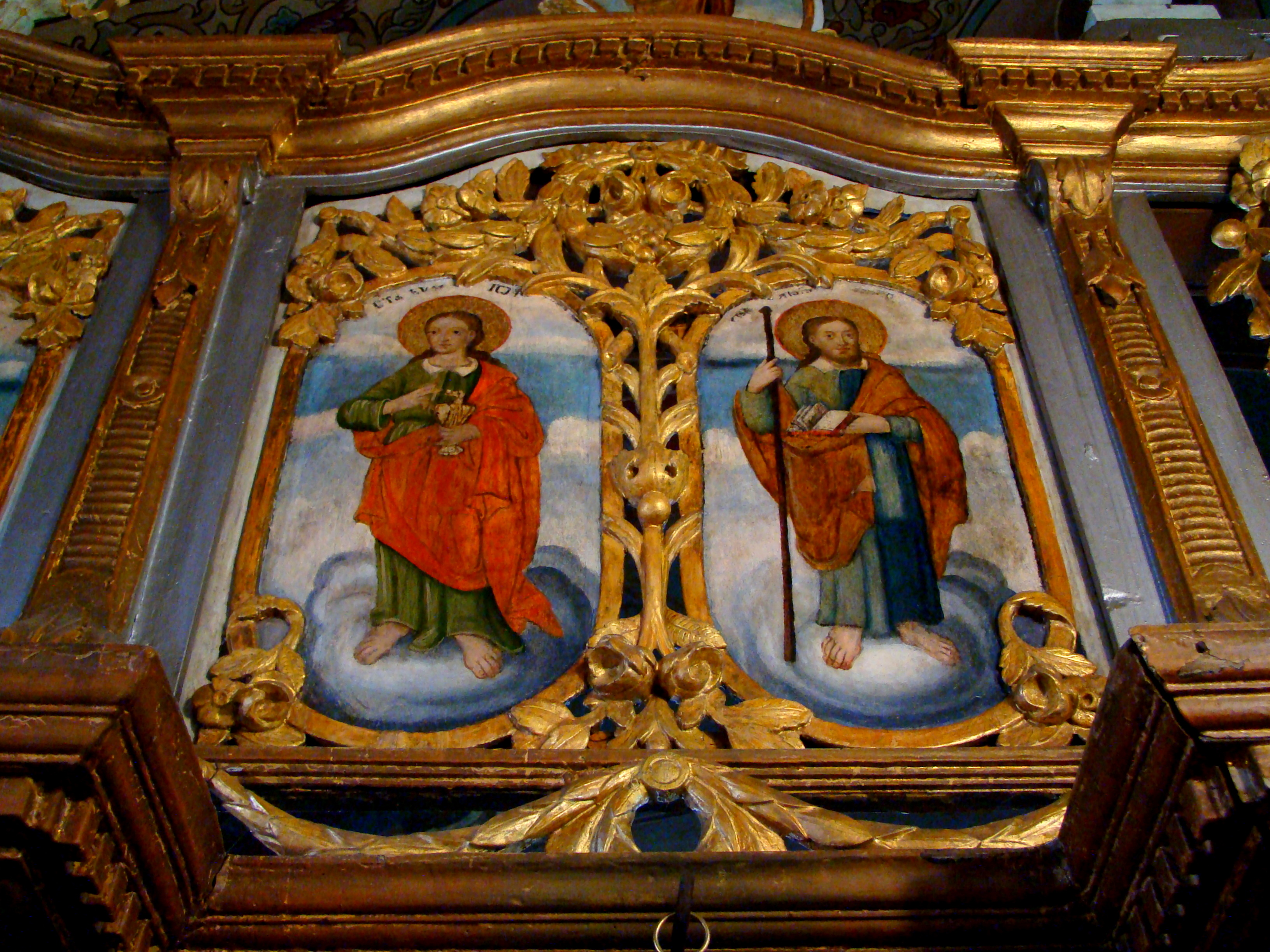
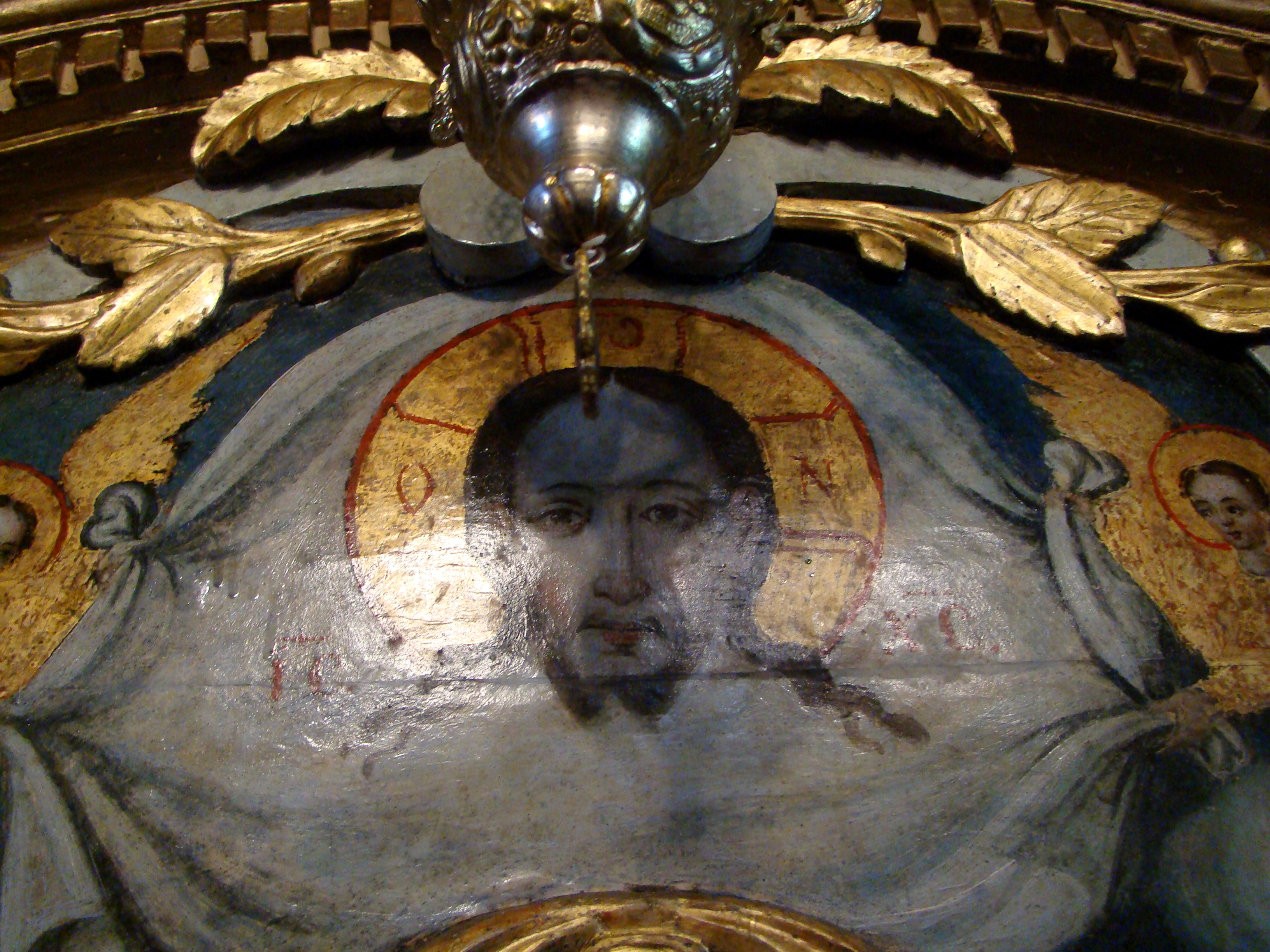
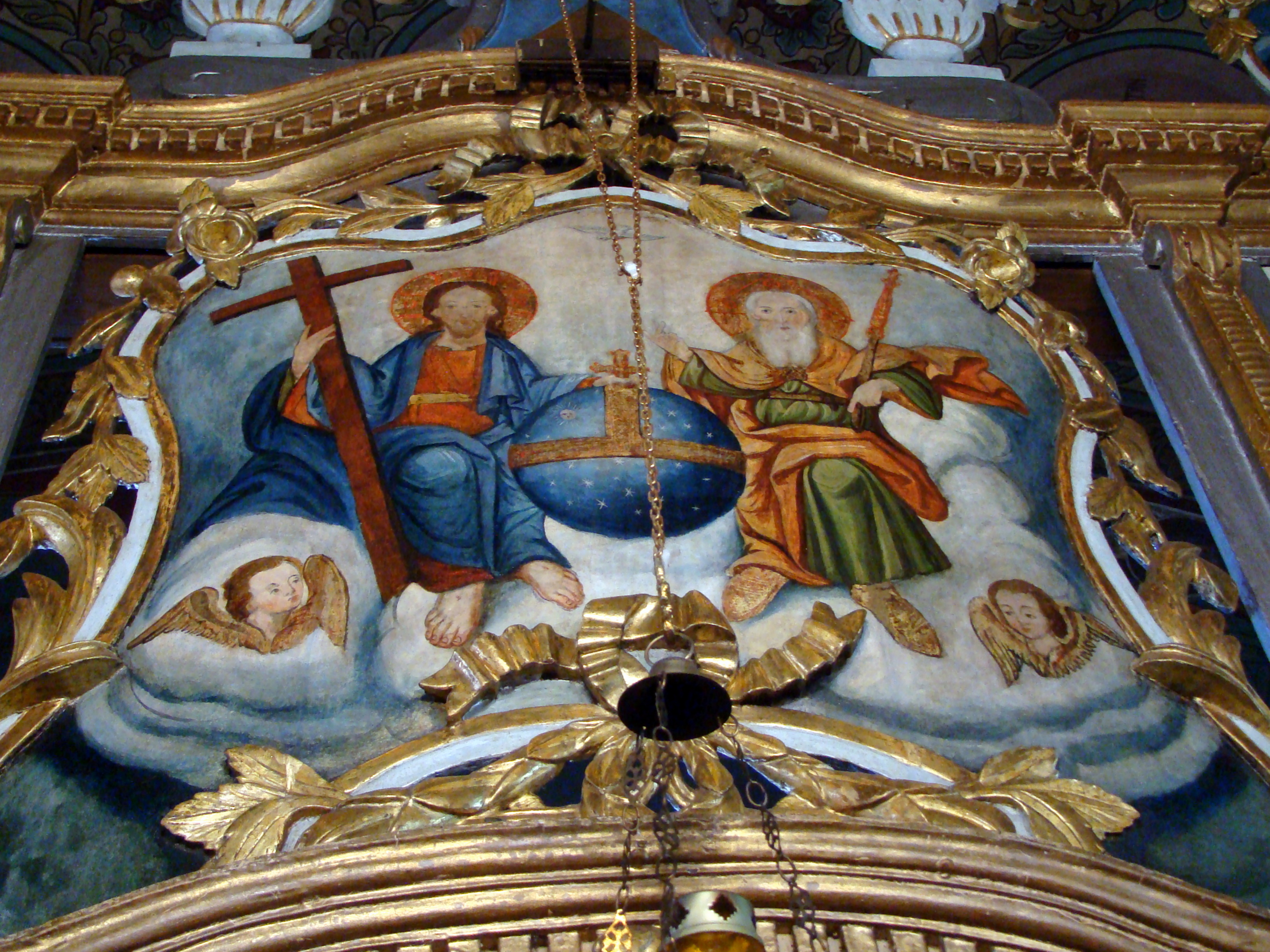
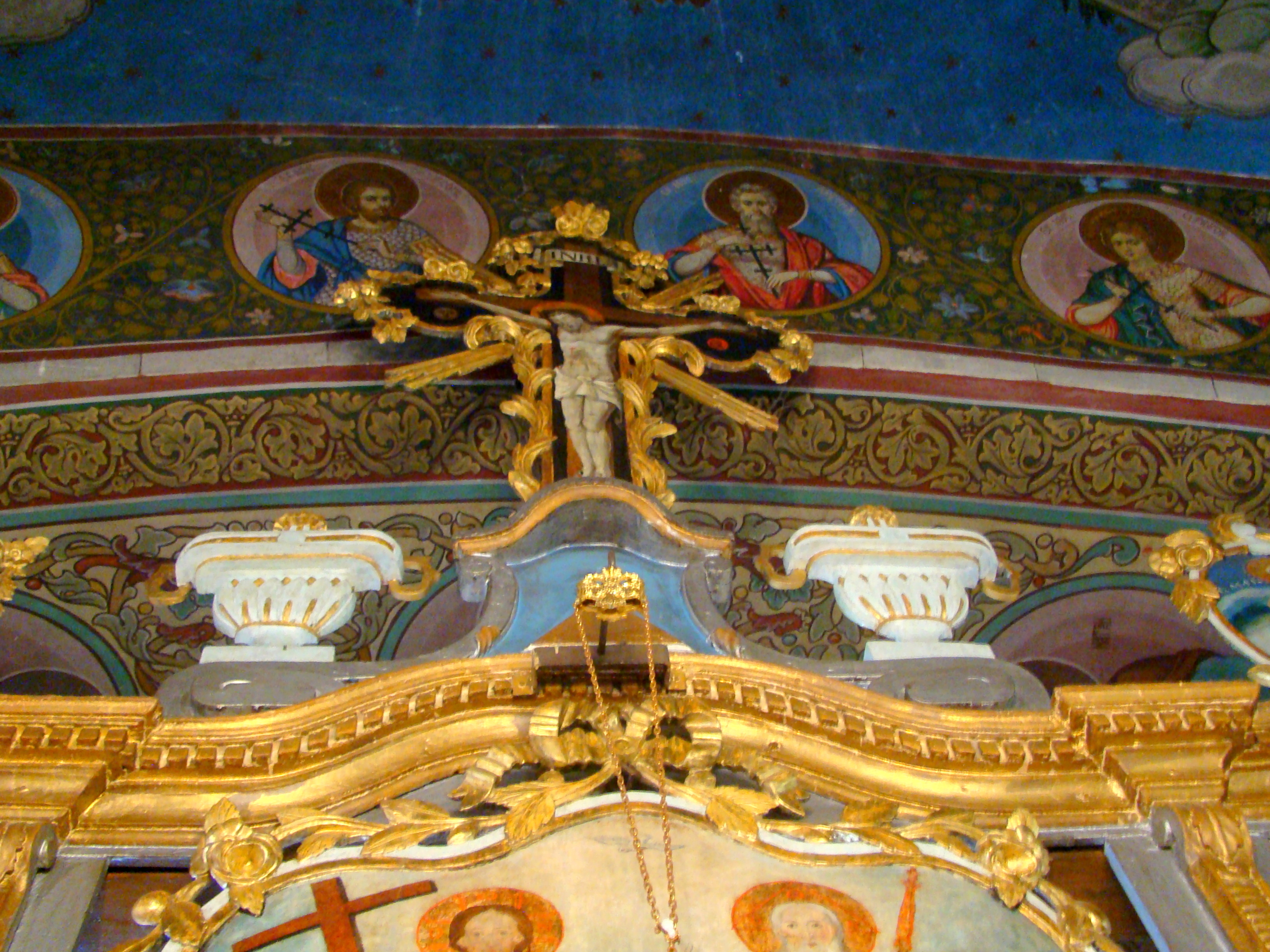
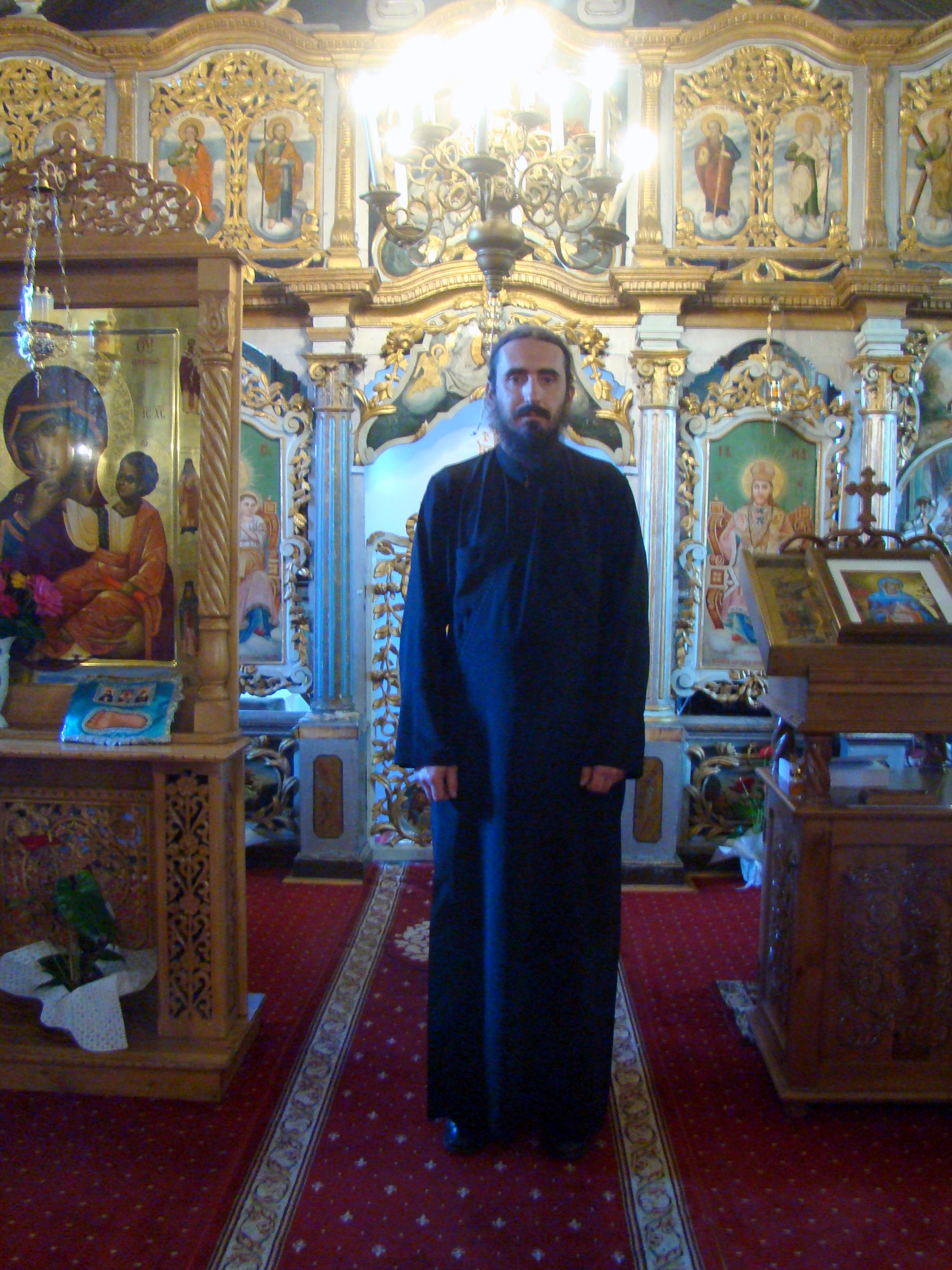
Preotul Petru Voichescu
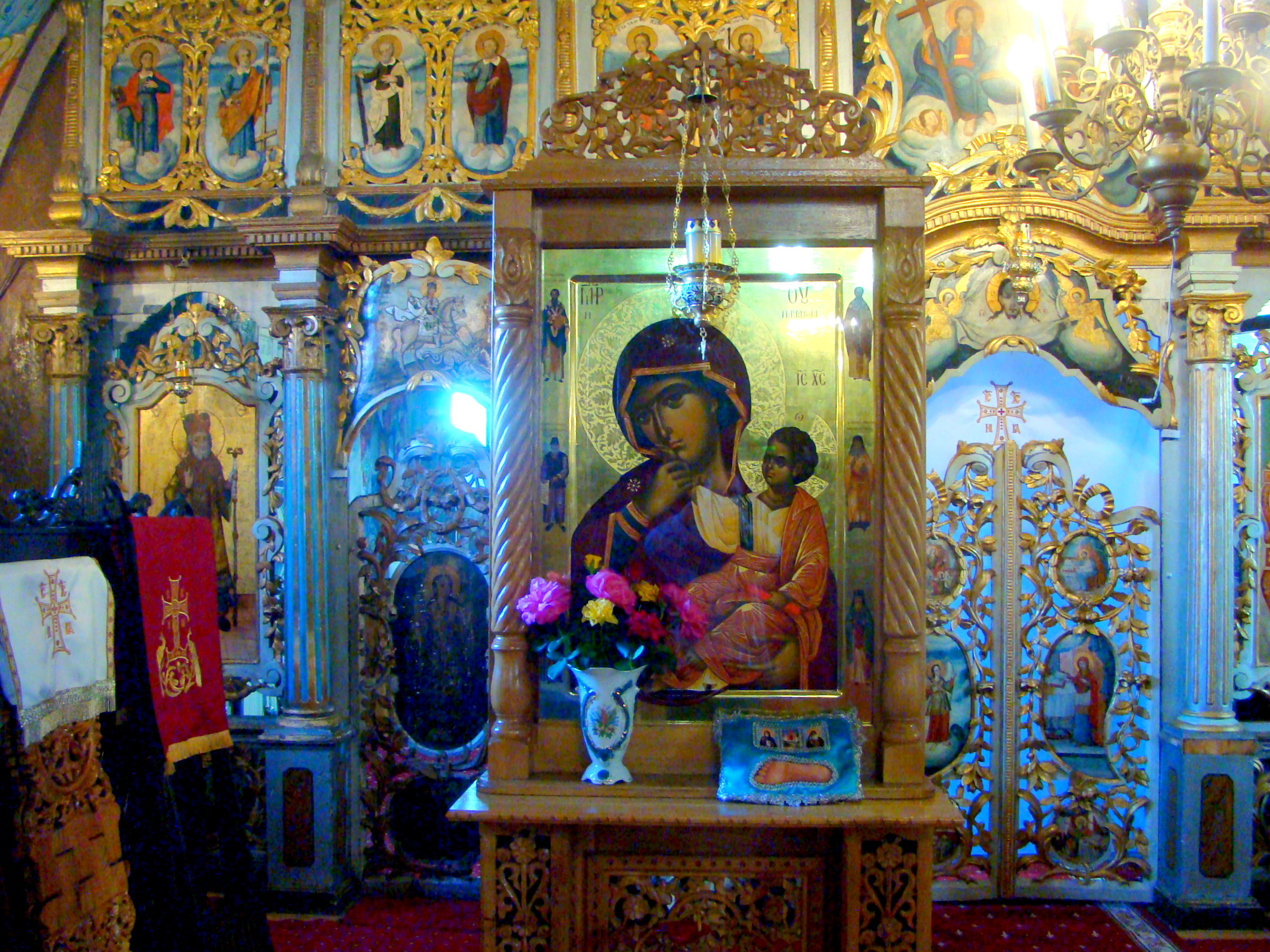
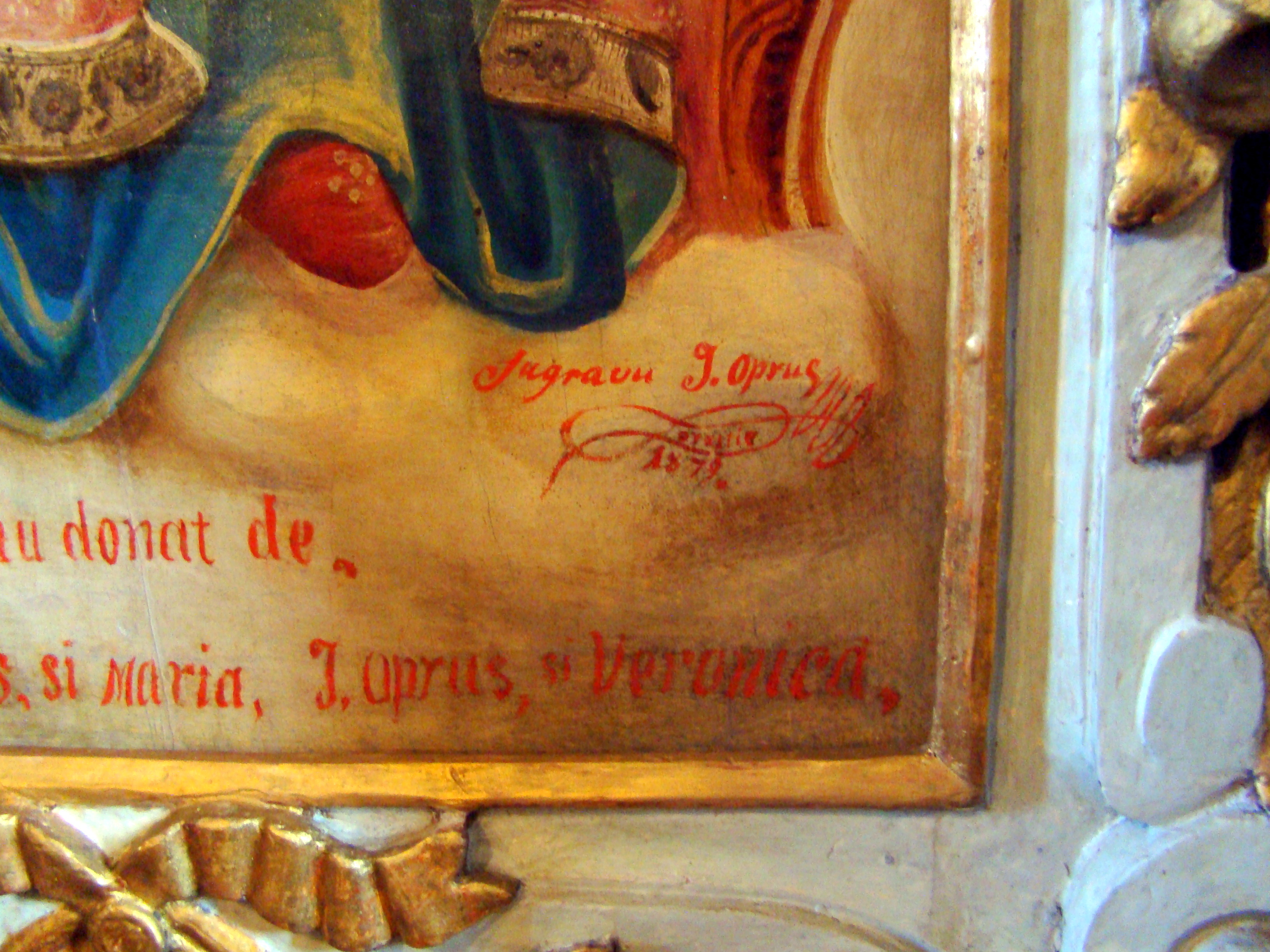
Iscălitura pictorului
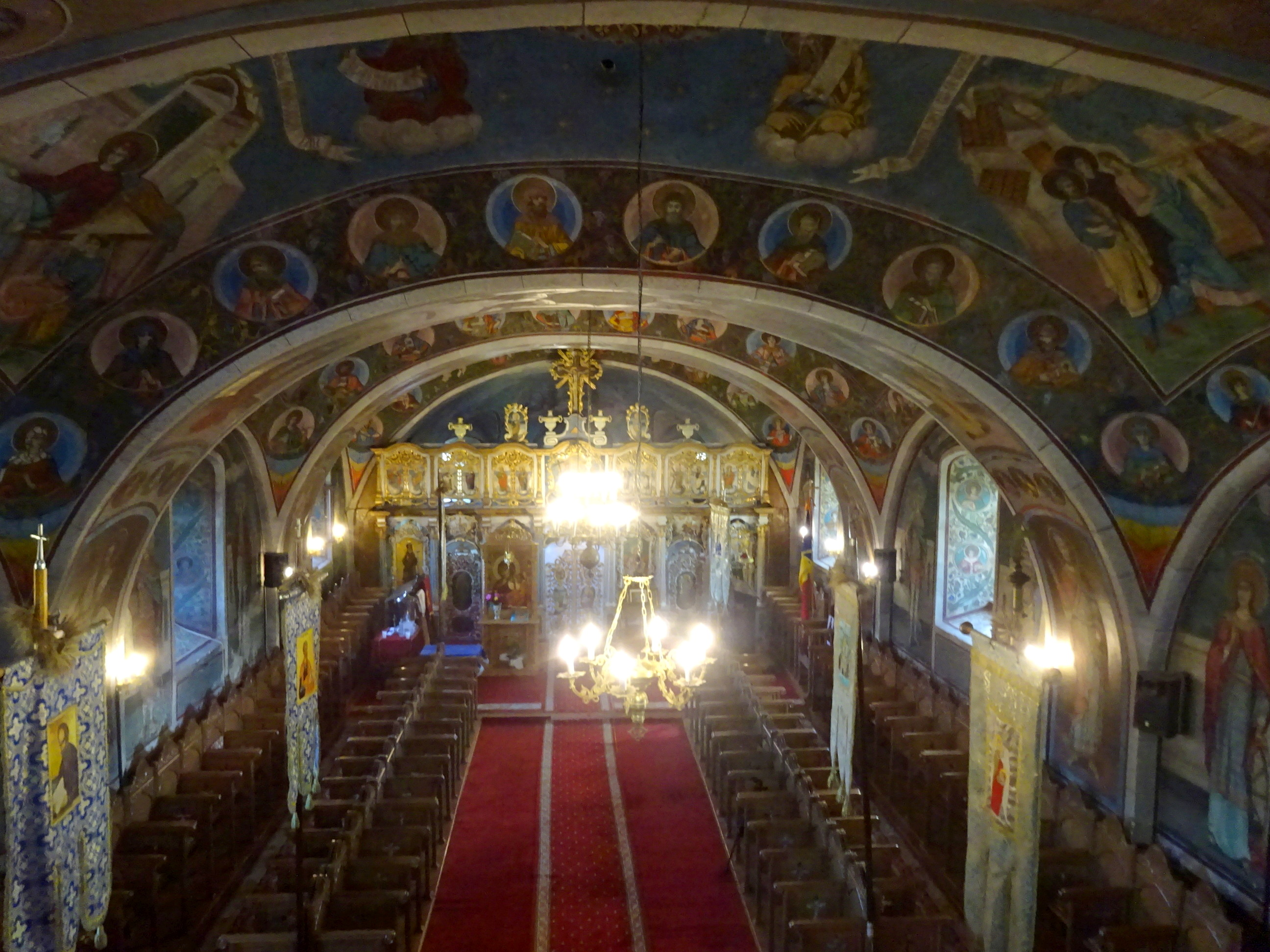
Biserica are un impunător candelabru din anul 1784 şi două sfeşnice datate 1850
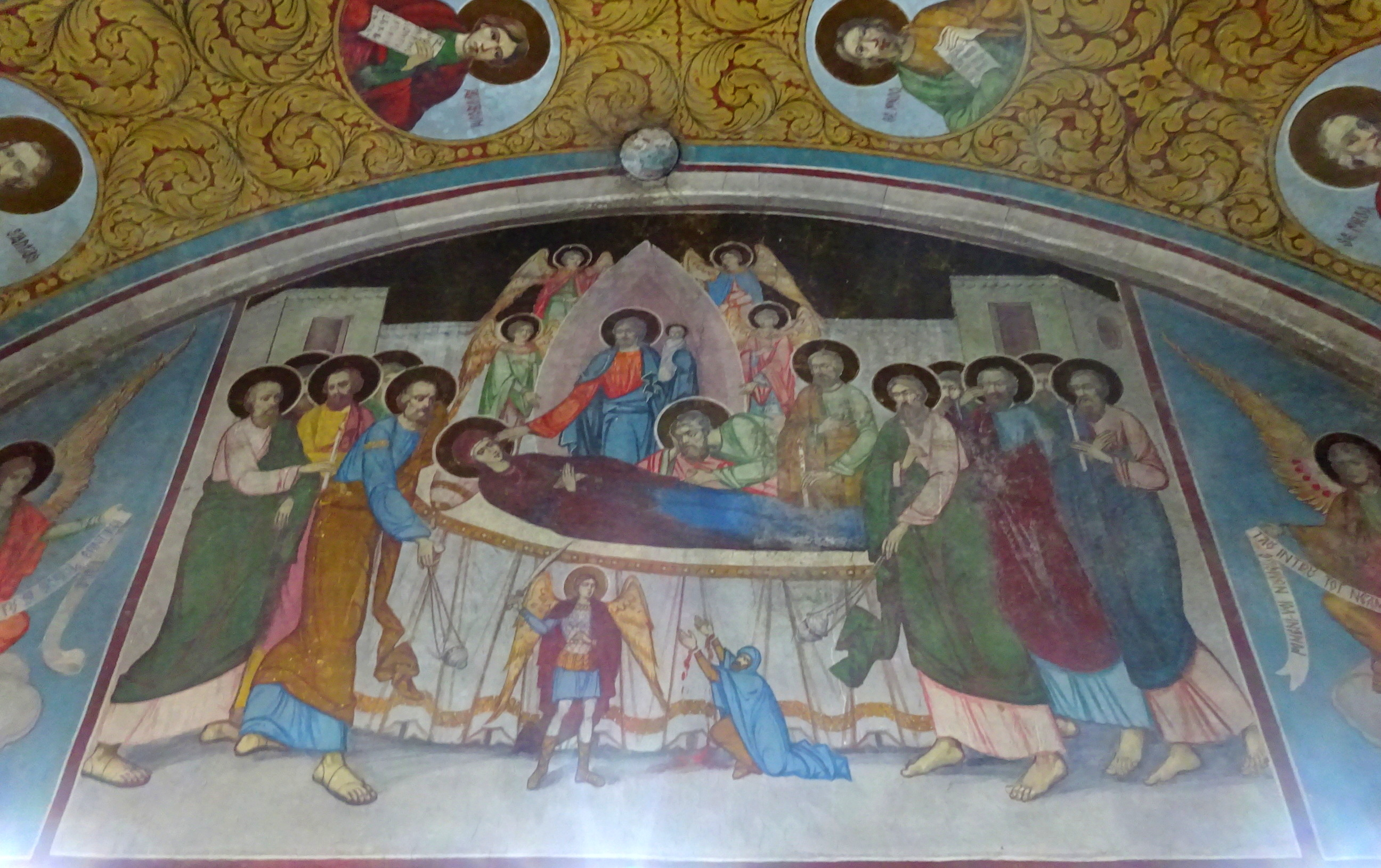
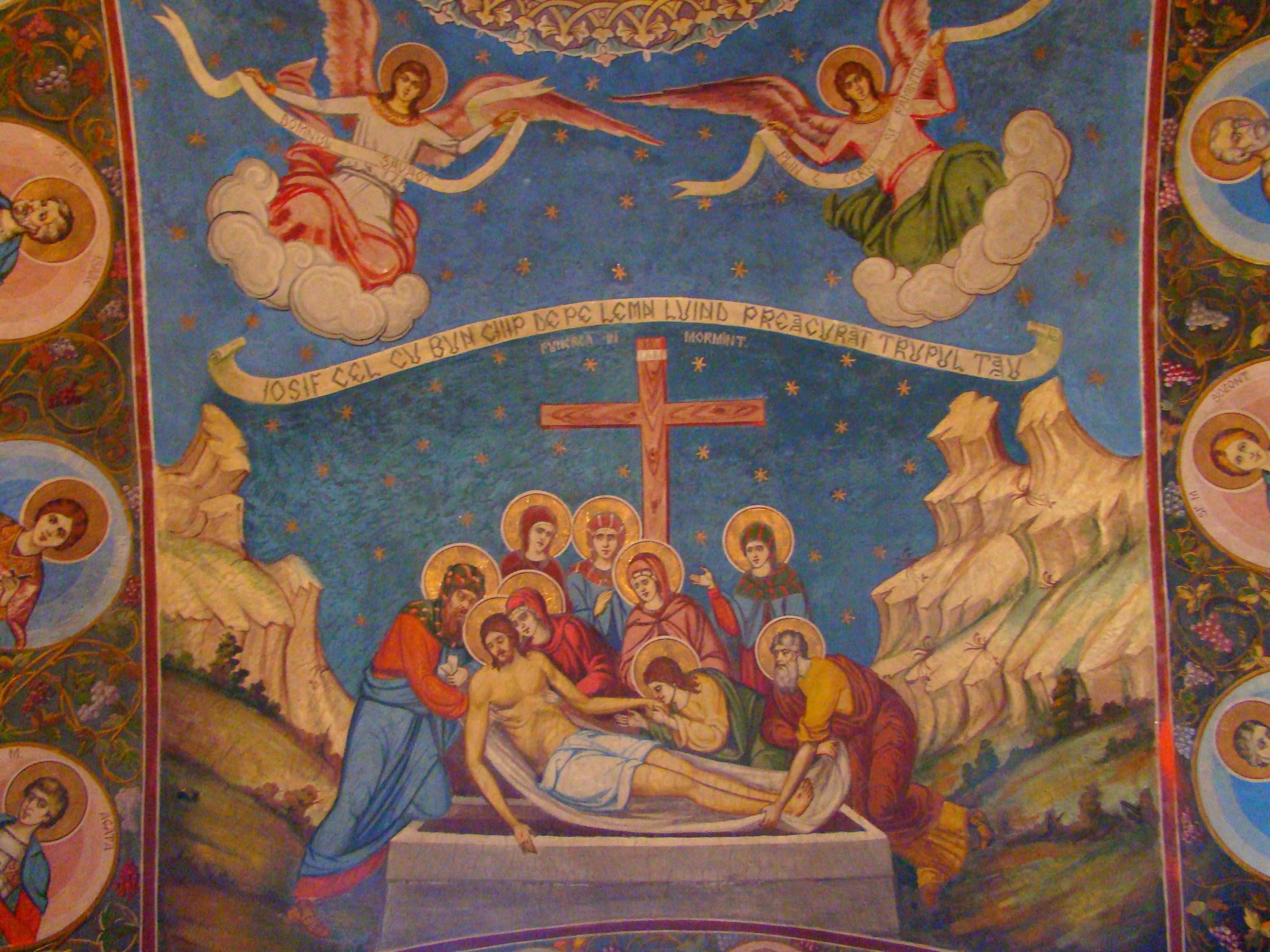
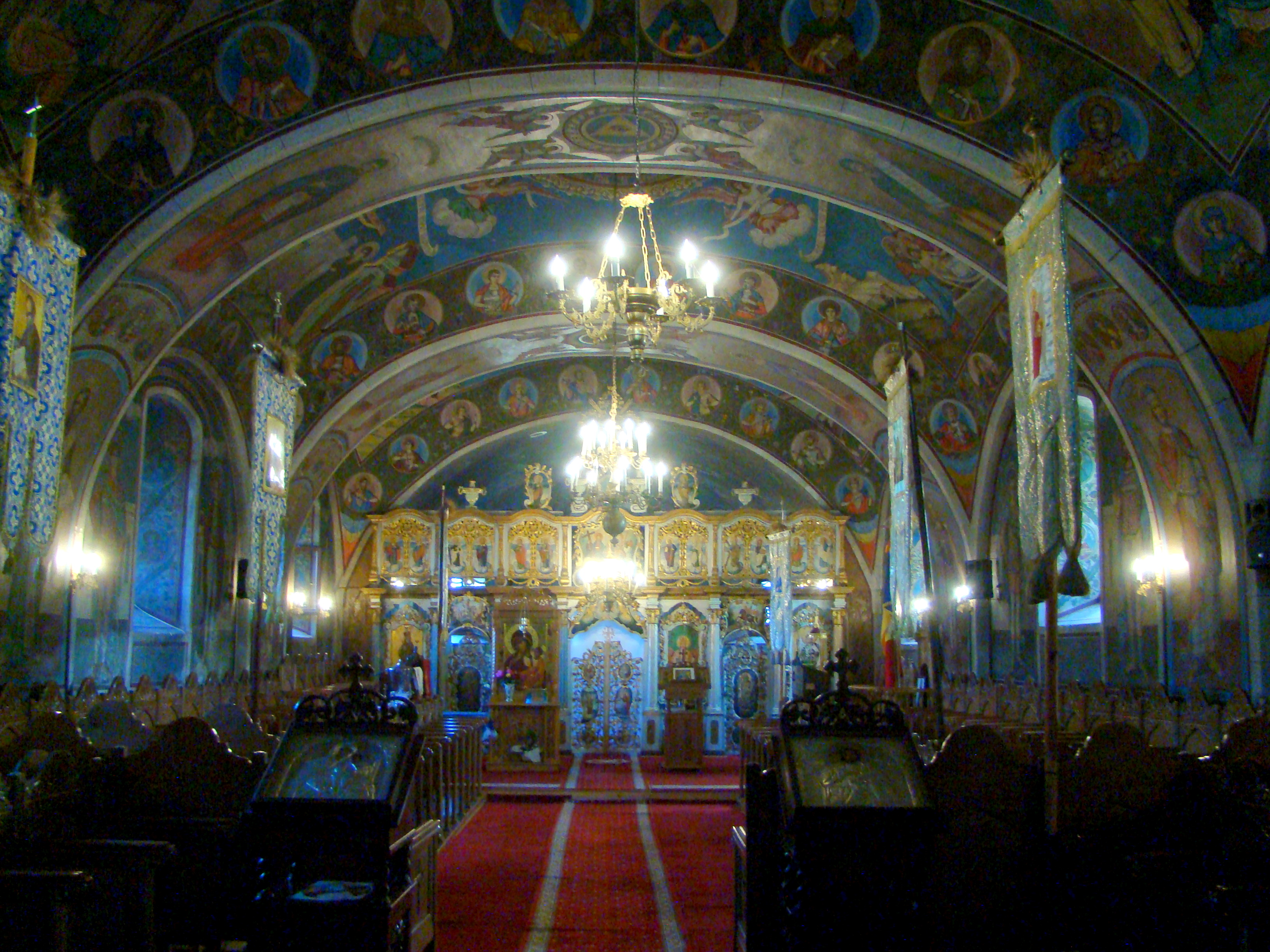